# Val Varenna
La Val Varenna (Voëna in ligure) è una valle dell'Appennino ligure, attraversata dall'omonimo torrente che sfocia nel Mar Ligure tra i quartieri genovesi di Pegli e Multedo, nel ponente cittadino.
Il suo territorio, interamente compreso nella città metropolitana di Genova, è suddiviso tra il comune di Genova (Municipio VII Ponente, unità urbanistiche di Pegli e Multedo), a cui appartiene per l'85% circa della sua estensione e il comune di Ceranesi, di cui fa parte una zona alla testata della valle, corrispondente al bacino del rio Vaccarezza, con le località Lencio, Vaccarezza inferiore, Vaccarezza superiore e Lencisa.

## Toponimo
L'origine del toponimo "Varenna" non è documentata con certezza. Secondo molti studiosi potrebbe essere di derivazione celtica, avendo come base il termine "var" (acqua) unito al suffisso preromano "-enna", con il significato di "luogo dove scorre l'acqua".
Secondo altri l'origine del nome potrebbe essere germanica. Nella valle sono presenti diversi toponimi introdotti da popolazioni di origine germanica (Goti, Longobardi e Franchi) insediati nella zona dopo la caduta dell'Impero romano d'Occidente. Lo stesso nome della valle potrebbe derivare dal latino medioevale (di origine germanica) Warenna, con il significato di "riserva di caccia o pesca". Si può quindi supporre che qualcuna di queste popolazioni, presumibilmente i Franchi, abbiano denominato la valle con questo termine perché ne avevano fatto un loro territorio di caccia. In un atto, rogato a Pegli dal notaio Rolando Belmosto nel 1294, si cita la bandita del comune di Pegli, che risulta compresa nell'area della val Varenna: la bandita potrebbe quindi essere un bene feudale dei Franchi, passato poi al comune dopo che le istituzioni comunali erano succedute al feudalesimo.
Altri toponimi denunciano la presenza germanica: nell'alta val Varenna troviamo Scolca, derivato dal germanico "skulk" (vedetta, posto di guardia), per indicare un luogo dove si controllava il transito nella valle, nella zona di Tre Ponti il toponimo Fon, derivato da Faone, attestato in un documento del 1483 come Pharaon, nel 1789 come Faraone e nel catasto del 1798 come Faone, attuale denominazione della via. La base di questo toponimo potrebbe essere la voce longobarda fara con il significato di "spedizione, gruppo di insediamento", termine peraltro non attestato altrove in Liguria, mentre è diffuso in altre aree italiane dove dominarono i Longobardi.

## Demografia
La val Varenna non costituisce un'entità amministrativa autonoma, ma nella suddivisione interna del comune di Genova è parte delle unità urbanistiche di Pegli e Multedo, oltre alla piccola porzione montana appartenente al comune di Ceranesi. Non sono perciò disponibili dati disaggregati sulla sua popolazione.
La zona della foce, fortemente urbanizzata e densamente popolata, per meno di un chilometro dalla foce, è completamente integrata nell'abitato di Pegli.
La zona a monte del viadotto dell'Autostrada A10, di gran lunga più estesa, è invece scarsamente popolata: sulla base dei dati (non ufficiali), riferiti alle due parrocchie della valle (S. Carlo di Cese e Tre Ponti), si può stimare una popolazione di poco più di mille abitanti, concentrati soprattutto nei centri di fondovalle.

## Geografia fisica

### Morfologia
La valle, stretta ed allungata, ha una superficie di 21,96 km² e si sviluppa in direzione nord-sud per circa 9 km, con un'ampiezza massima di 4,5 km; il torrente Varenna ha convenzionalmente origine nella località Camposilvano alla confluenza del rio Vaccarezza e del rio del Grillo; il primo nasce alle pendici del monte Rocca Maia (696 m), il secondo dal monte Proratado (928 m).
I bacini idrografici contigui sono quelli dei torrenti Chiaravagna, Molinassi e Rostan a est, Polcevera a nord, Leira, Branega, San Pietro e Rexello ad ovest.

### Orografia

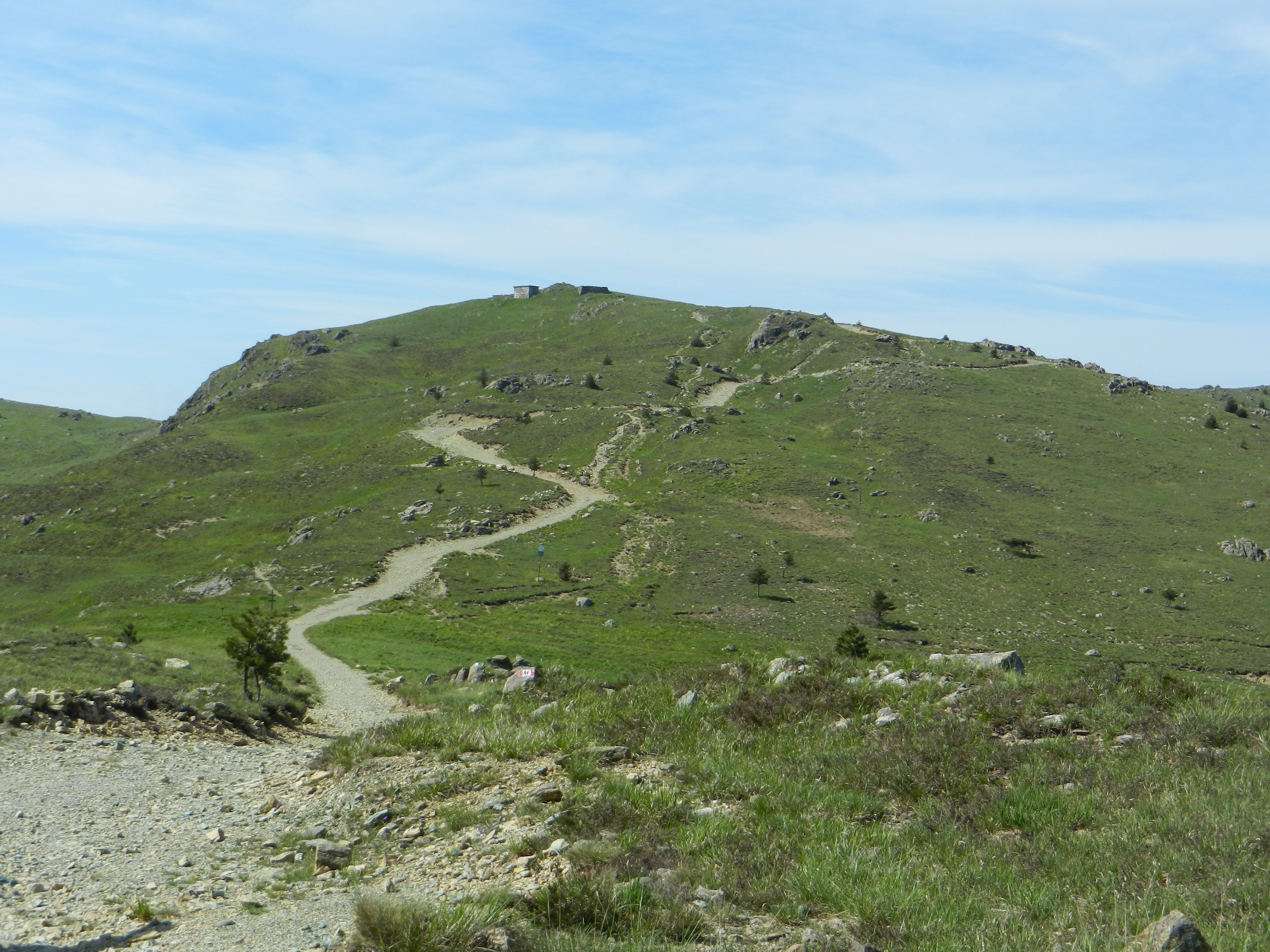
Monte Penello

La valle ha un profilo trasversale fortemente asimmetrico: il versante occidentale è infatti molto più esteso e ramificato di quello sinistro, di conseguenza le vallette laterali più estese sono quelle in sponda destra (rio Gandolfi, rio Cantalupo), mentre gli affluenti in sponda sinistra, pur numerosi (rii Dei Corvi, Lavino, Pomà e Razzara), hanno corso breve e bacini di limitata estensione. Entrambi i versanti presentano una pendenza media molto accentuata a tutte le quote (tra il 40 ed il 60%).

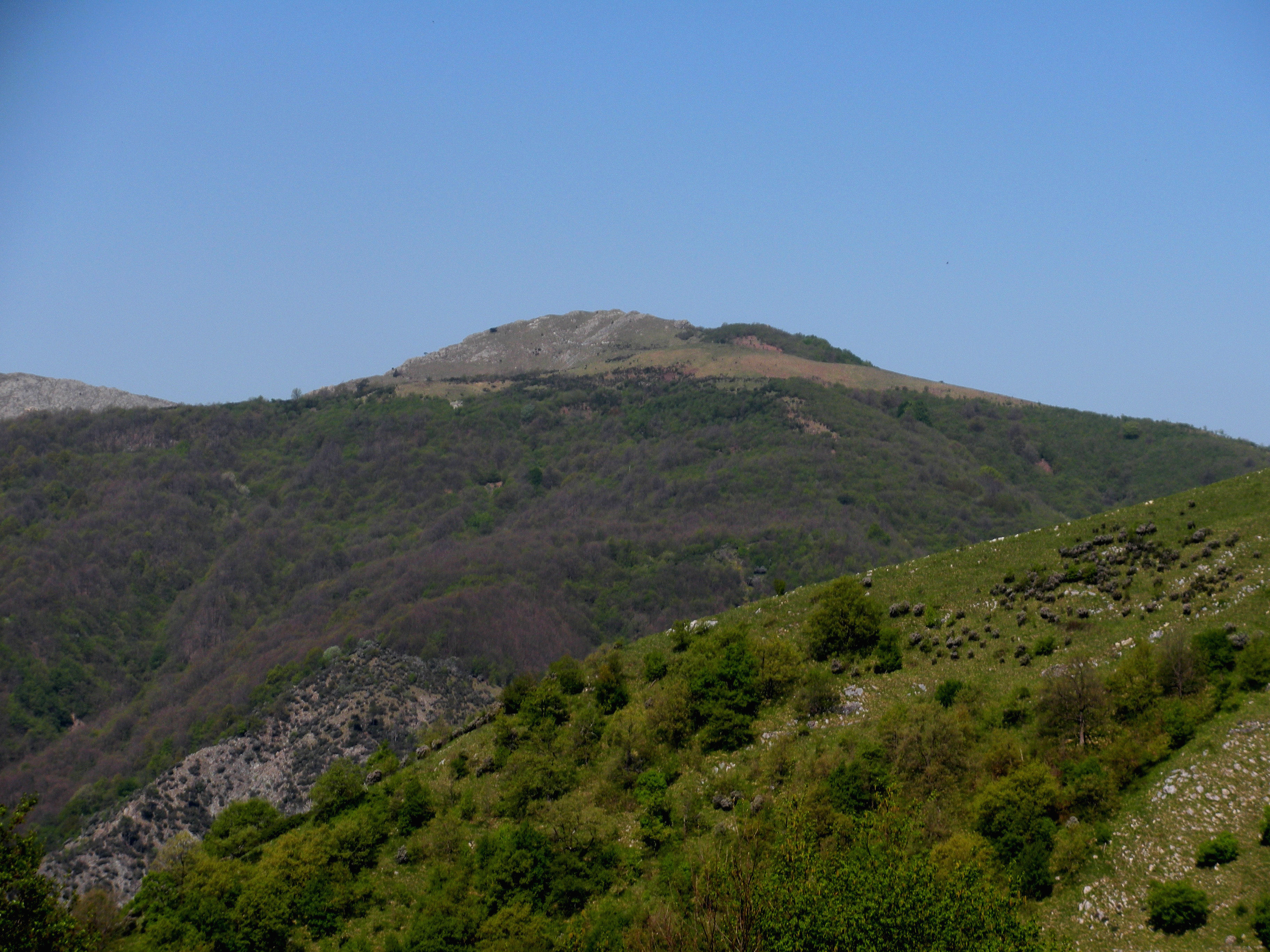
Monte Proratado

Anche le dorsali che delimitano la valle sui due versanti sono morfologicamente molto diverse.
Il crinale che delimita la valle a ponente, dall'aspetto impervio e selvaggio, nella parte medio-alta si mantiene costantemente ad un'altitudine superiore ai 900 m, arrivando a sfiorare i mille metri, a soli 6  km dal mare, con i monti Penello (995 m), Foscallo (988 m) e Proratado (926 m).
Sul monte Penello, massima altitudine della valle, si trovano i resti di alcune costruzioni militari risalenti alla seconda guerra mondiale, due delle quali ristrutturate e riadattate a rifugio per escursionisti, denominate rispettivamente bivacco Zucchelli e bivacco Bellani; la prima è stata ristrutturata a cura del Gruppo Escursionistico di Pegli e la seconda dalla Sottosezione CAI - ULE di Sestri Ponente; il monte Penello può essere facilmente raggiunto con diversi itinerari, da Pegli, Pra', Piani di Praglia e da S. Carlo di Cese risalendo la valle del rio Gandolfi.

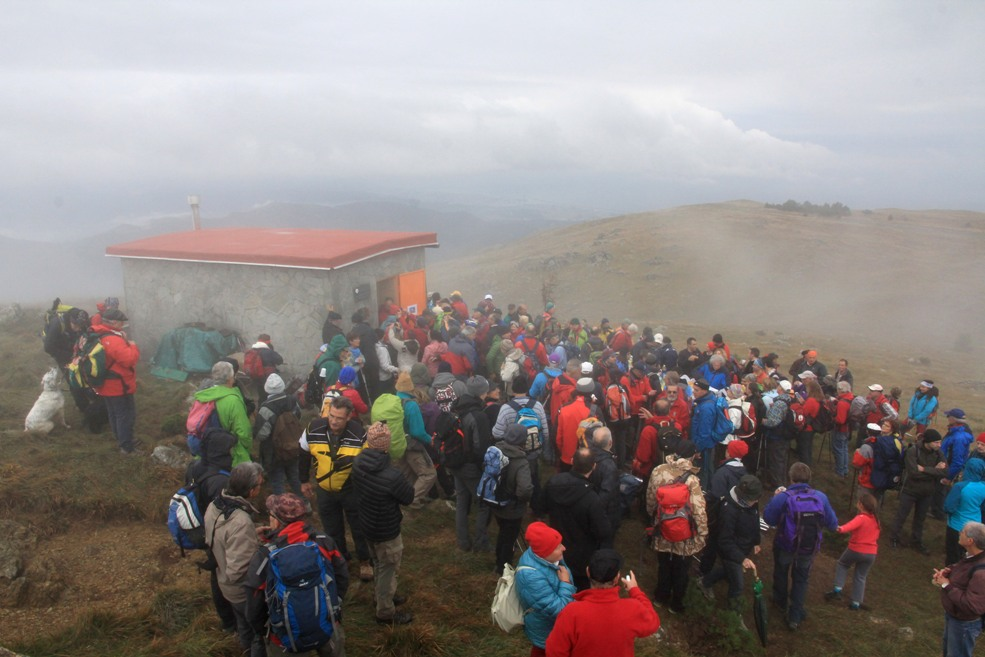
18 ottobre 2015: inaugurazione Bivacco Bellani

Questo sistema montuoso, inserito con l'intero versante destro della Val Varenna nel Sito di interesse comunitario (SIC) IT1331501 "Praglia-Pracaban-Monte Leco-Punta Martin", costituisce un ambiente di notevole interesse dal punto di vista paesaggistico e naturalistico, caratterizzato da ampie praterie punteggiate da affioramenti rocciosi e del tutto privo di insediamenti umani, localmente chiamato "Scaggia", termine che richiama l'alternanza di rocce e praterie tipica di quest'area.
Affioramenti rocciosi lungo la dorsale della "Scaggia":

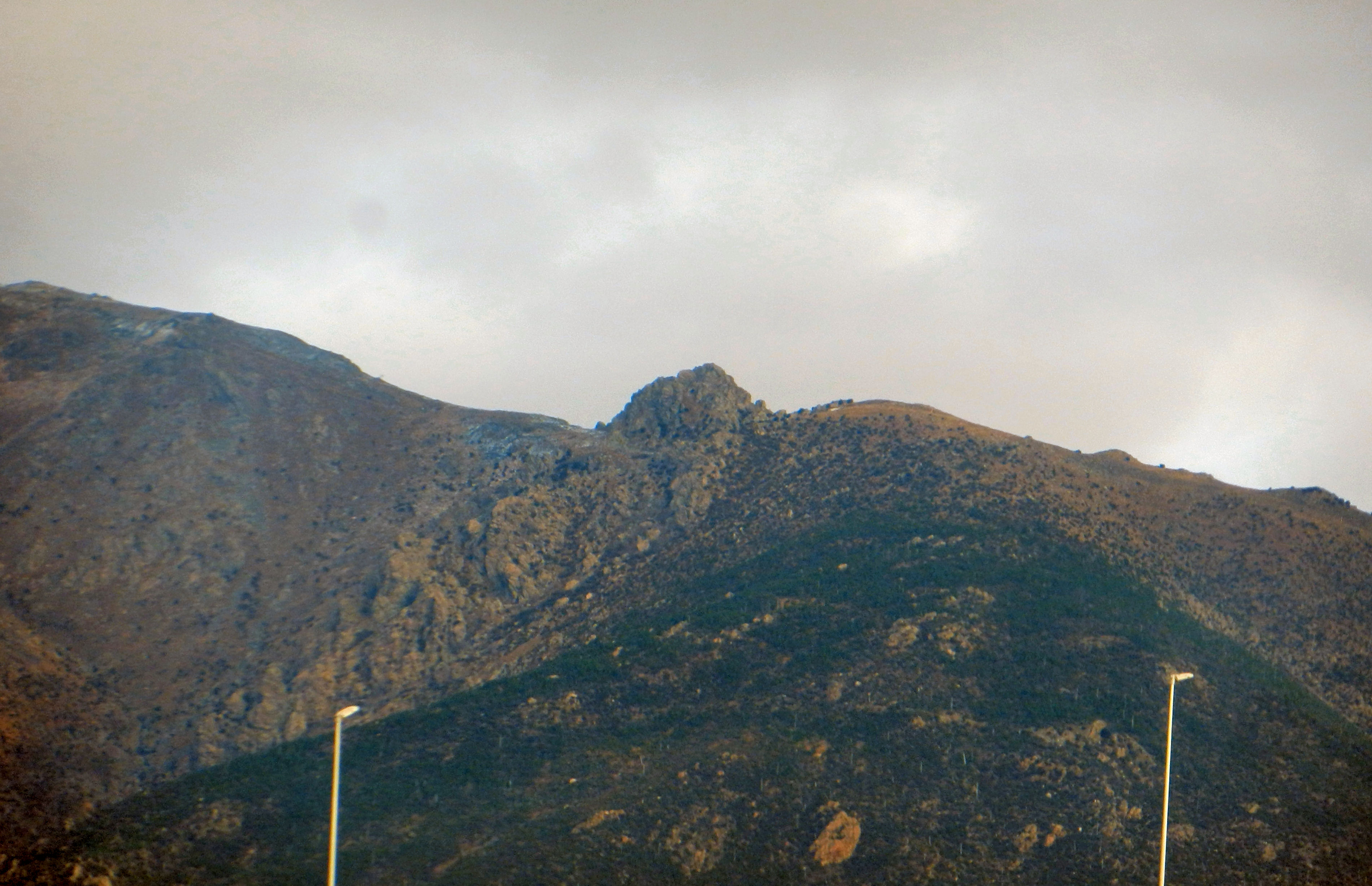
La Punta del Corno vista da Pegli

In questo scenario si trovano due emergenze rocciose utilizzate come palestra di arrampicata, la Rocca del Garsello, uno spuntone di metagabbro fratturato in diversi blocchi che sporge dal crinale alle pendici meridionali del monte Proratado, alla quota di 814 m, con una parete di circa 40 metri verso valle, e la Rocca Maia, detta anche Rocca Maccà (675 m) sul crinale tra Polcevera e Varenna, alle sorgenti di quest'ultimo; già utilizzata in passato come palestra di arrampicata, è stata ripristinata nel 2006 da volontari del CAI di Bolzaneto dopo che era ormai abbandonata da molti anni..

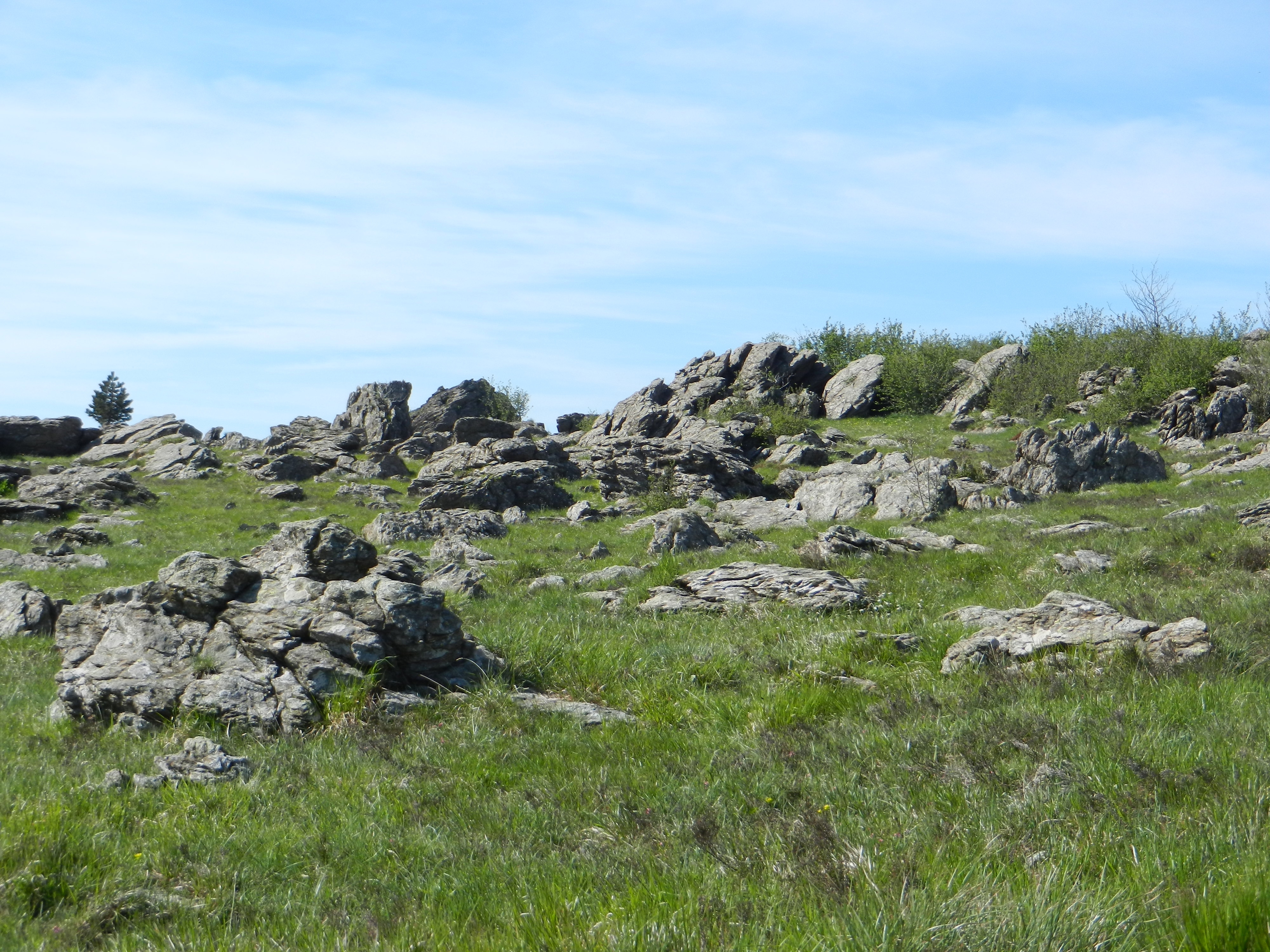
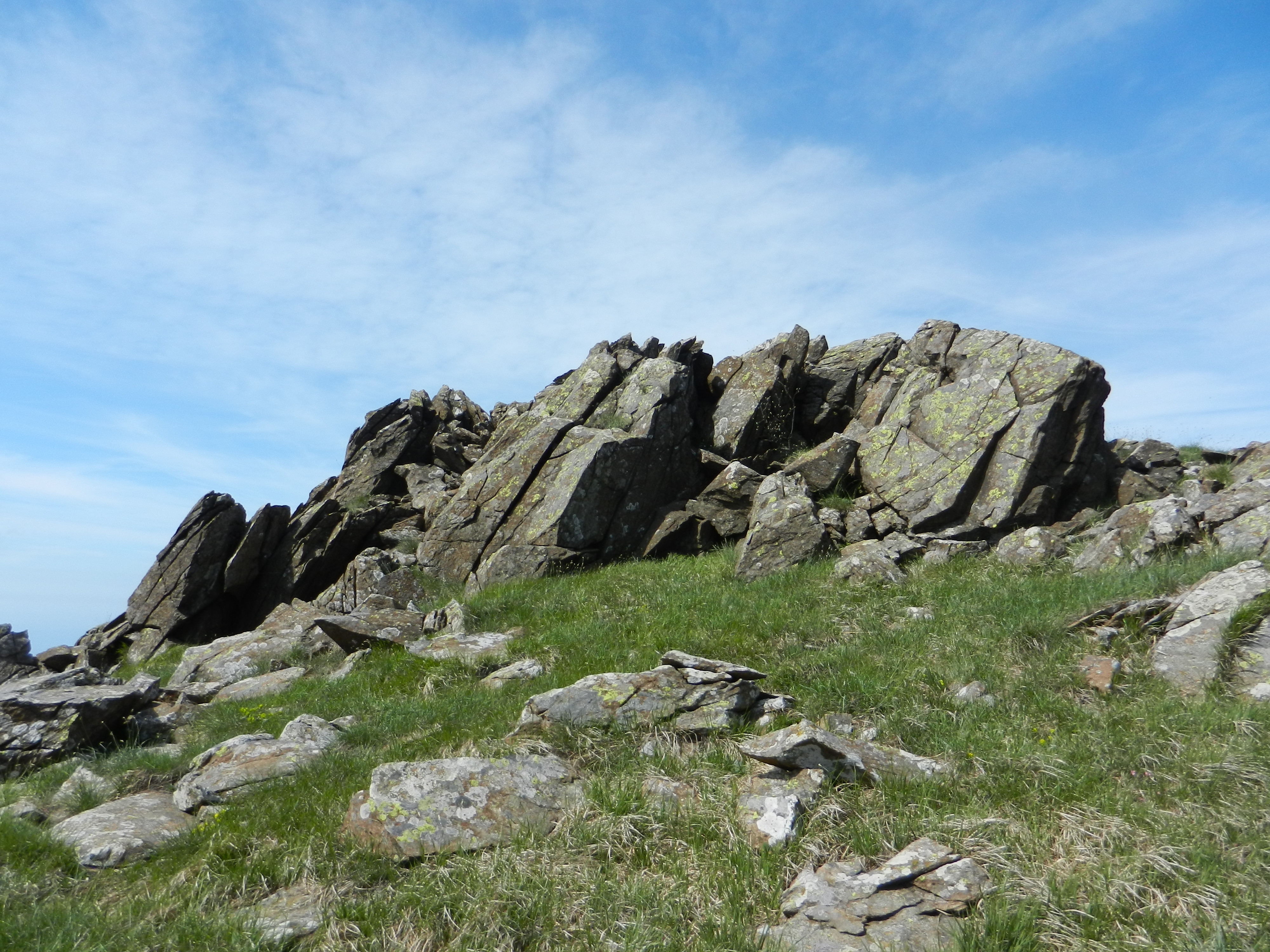
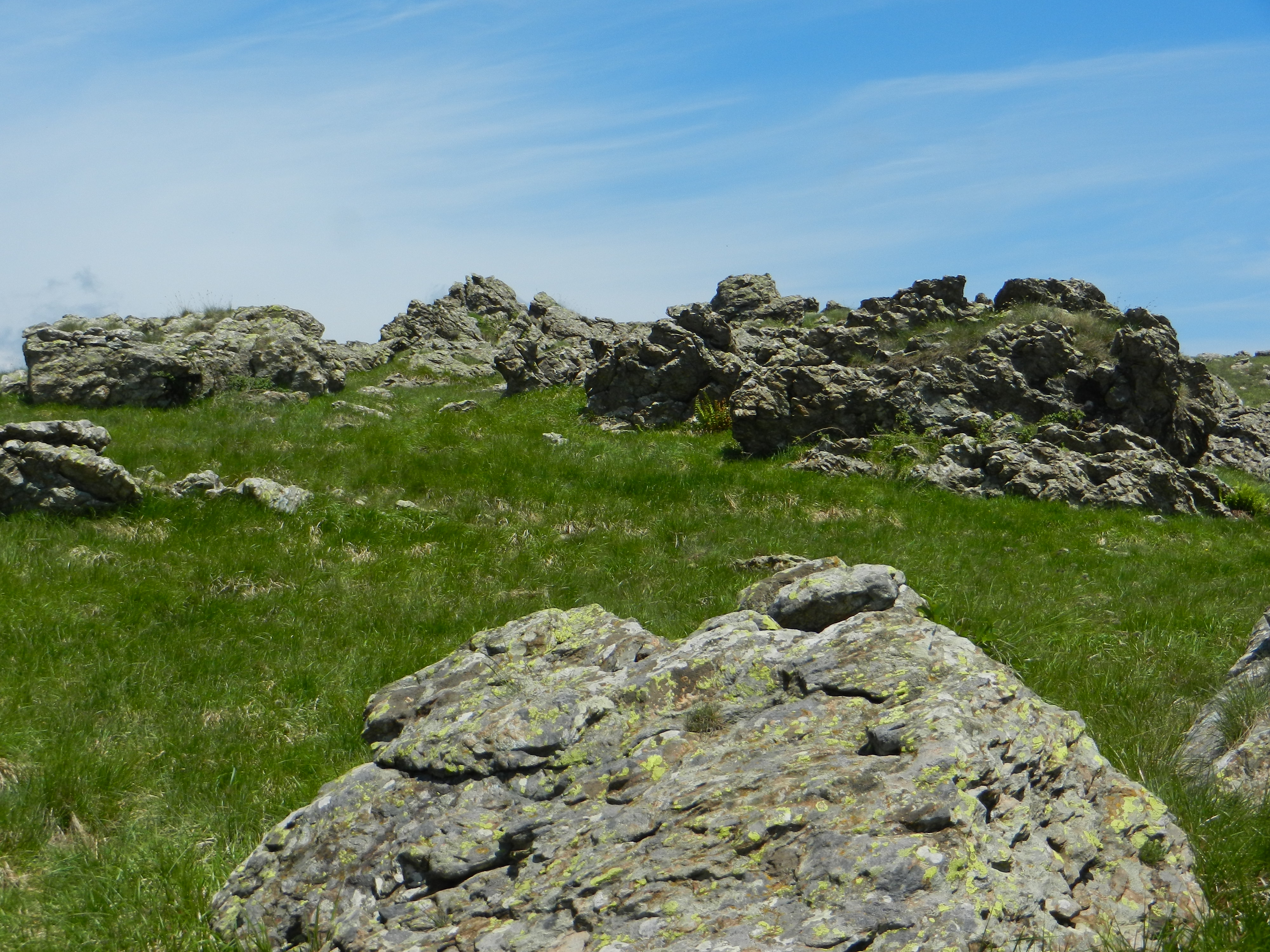

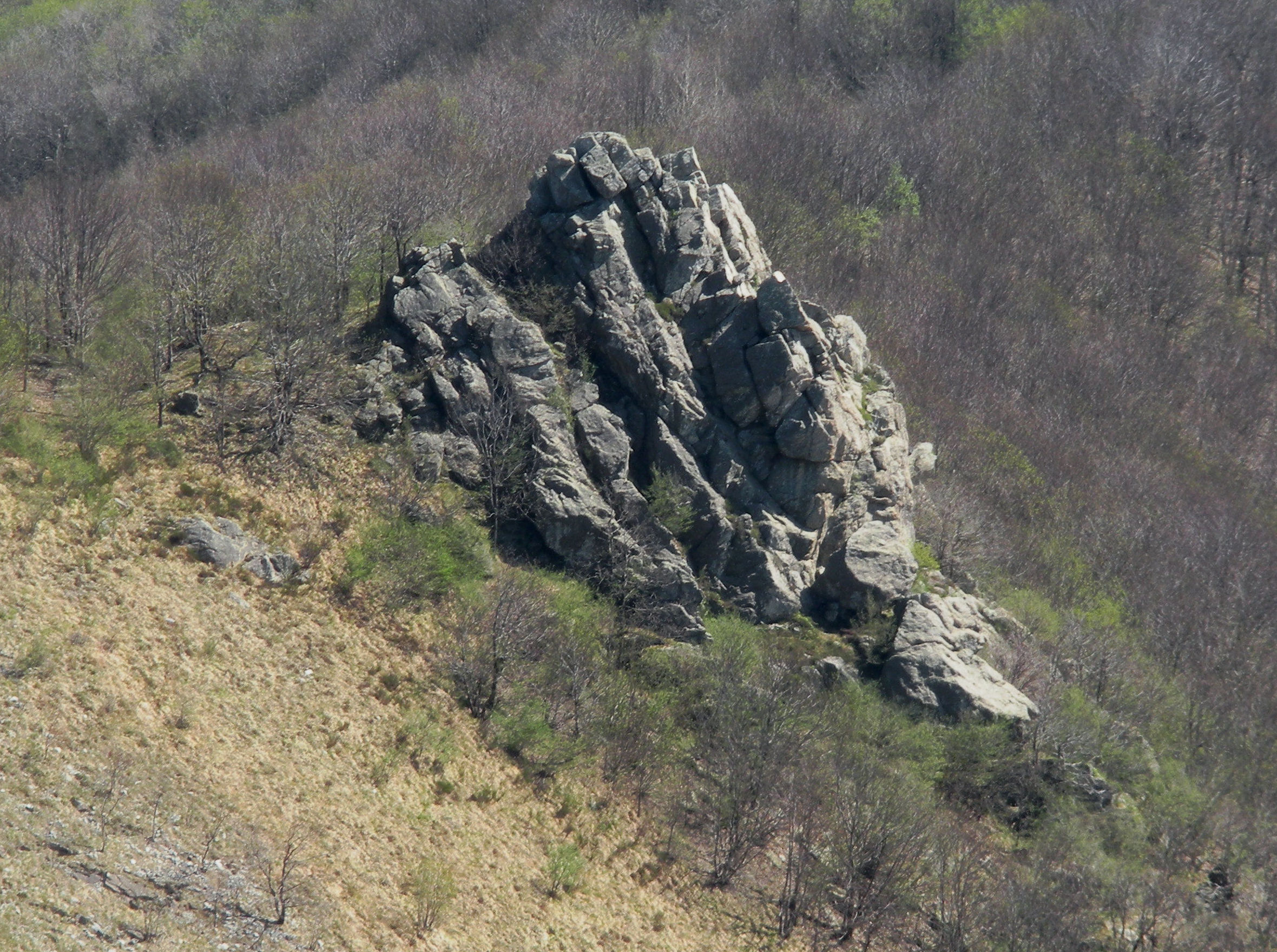
La Rocca del Garsello, emergenza rocciosa alle pendici del monte Proratado

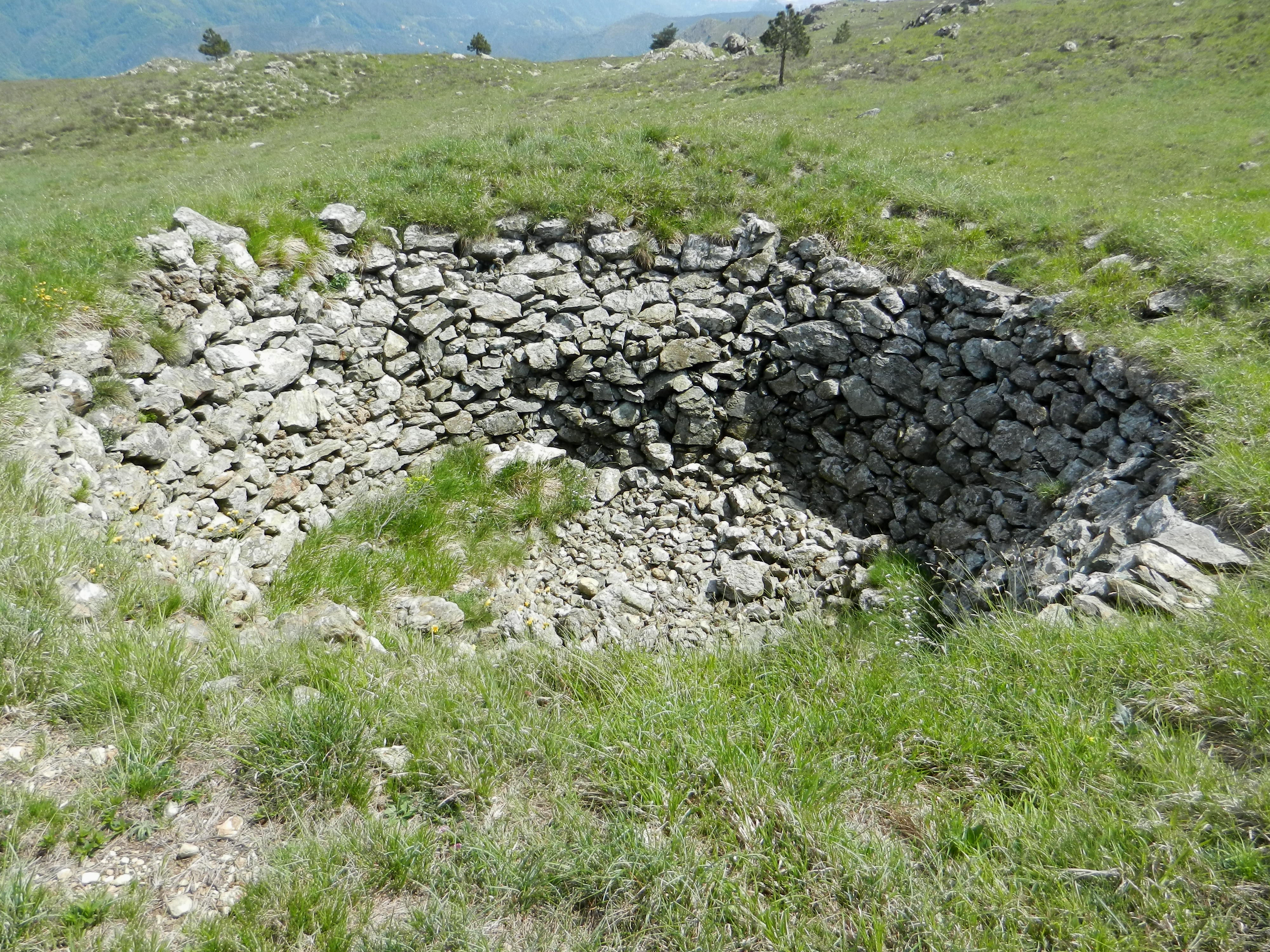
Antica neviera nei pressi del monte Penello

Sull'altopiano del monte Penello sono ancora visibili diverse "neviere", utilizzate nei secoli passati per raccogliere la neve che, nonostante la prossimità al mare, cadeva copiosa su questi monti durante la stagione invernale. Queste strutture interrate, rivestite con blocchi di pietra, con una copertura isolante in paglia, consentivano, prima dell'avvento della refrigerazione industriale, la conservazione della neve per rivenderla in città sotto forma di blocchi di ghiaccio fino all'estate successiva. Questa attività era un'occasione di lavoro stagionale per i contadini della zona, ingaggiati nel periodo invernale per la raccolta della neve, che veniva immessa nella neviera, compressa ed infine ricoperta da uno strato di foglie secche.
Lungo la dorsale interna tra il rio Cantalupo e il rio Gandolfi che culmina con la vetta del monte Penello si trova uno dei rilievi più caratteristici della valle, la punta del Corno (849 m), costituita da un imponente blocco di roccia che si staglia sopra al crinale.
Il crinale a nord, alla testata della valle, dal monte Proratado al valico di Lencisa scende sensibilmente di quota; il crinale orientale, meno accidentato di quello di ponente, ha un'altitudine media intorno ai 600 m con il punto più elevato al bric Dell'Omo (638 m), modesto rilievo boscoso nei pressi dell'ex osteria dello Zucchero, sullo spartiacque tra Varenna e Polcevera.

#### Le vallette laterali
Il torrente Varenna nel suo percorso raccoglie diversi rivi, ma solo pochi di essi, tutti sul versante destro, formano valli laterali di dimensioni significative.
Da monte verso valle, sulla destra orografica, si incontrano i seguenti sottobacini principali:
- rio Grillo, che scende dalle pendici del monte Proratado.

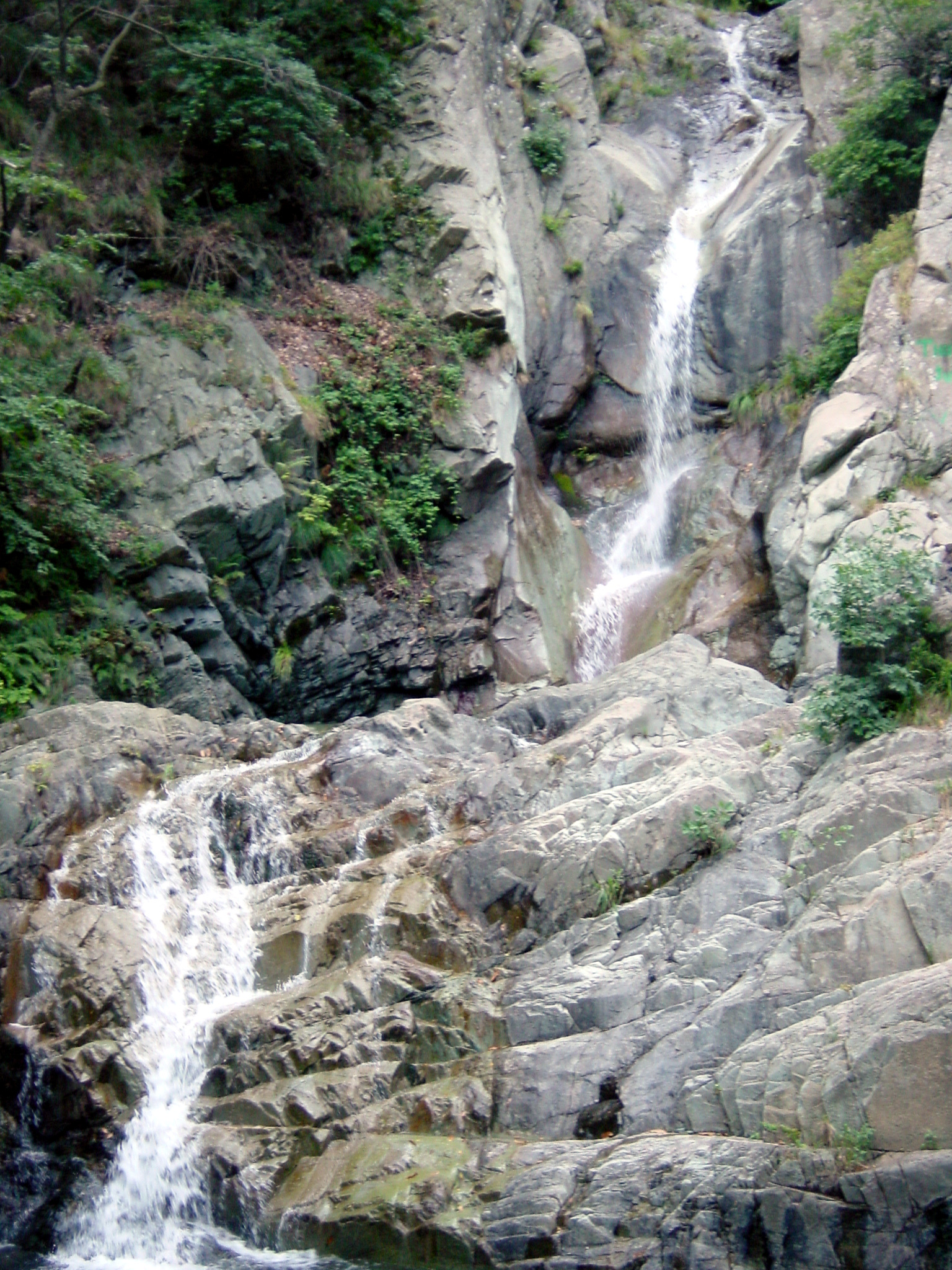
Cascata del rio Gandolfi

- rio Gandolfi: lungo 2,4 km, nasce dal monte Foscallo (987 m) e forma una delle valli laterali più ampie e di particolare interesse naturalistico, con caldaie di erosione, meandri, laghetti e cascate, di cui una a due salti alta circa 24 m; sfocia nel Varenna a valle di San Carlo di Cese.

Alla confluenza del rio Gandolfi nel Varenna è riconoscibile un interessante fenomeno di cattura fluviale del Varenna stesso; i due corsi d'acqua in origine scorrevano quasi paralleli separati da un alto rilievo di roccia serpentinosa, e la confluenza si trovava più a valle. L'erosione ha determinato nel tempo lo sprofondamento dell'alveo del rio Gandolfi e lo sfondamento della cortina del rilievo in uno dei punti di maggiore prossimità: il Varenna è passato nell'alveo del Gandolfi, situato ad un livello inferiore, mentre il vecchio alveo del Varenna, sviluppato per circa 1 km, evidentemente su rocce maggiormente coerenti, è abbandonato a quota più elevata, ed è percorso dalla strada carrozzabile. Lo sprofondamento del Gandolfi ha prodotto, nel suo corso e nel punto di confluenza attuale, un aspetto aspro e scenografico in valloni rocciosi.
- rio Cantalupo: il maggiore degli affluenti (5,2 km), chiamato anche rio Gambaro, è formato da diversi rivi che hanno origine dalle pendici meridionali dei monti Penello, Fontana Buona e punta del Corno; scorre in direzione nord-sud parallelamente al corso del Varenna, nel quale confluisce a Tre Ponti. Nella valle si trova il laghetto detto "o Gôsso" abbastanza ampio e profondo da essere balneabile.

Sulla sinistra orografica si trovano solo sottobacini di dimensioni trascurabili, spesso in secca nella stagione estiva: rio dei Corvi, Lavino, Poma e Rozzano. Il maggiore di questi (circa 1,5 km) è il rio dei Corvi.
Alla testata della valle il bacino del rio Vaccarezza è percorso dalla strada che porta al valico di Lencisa.

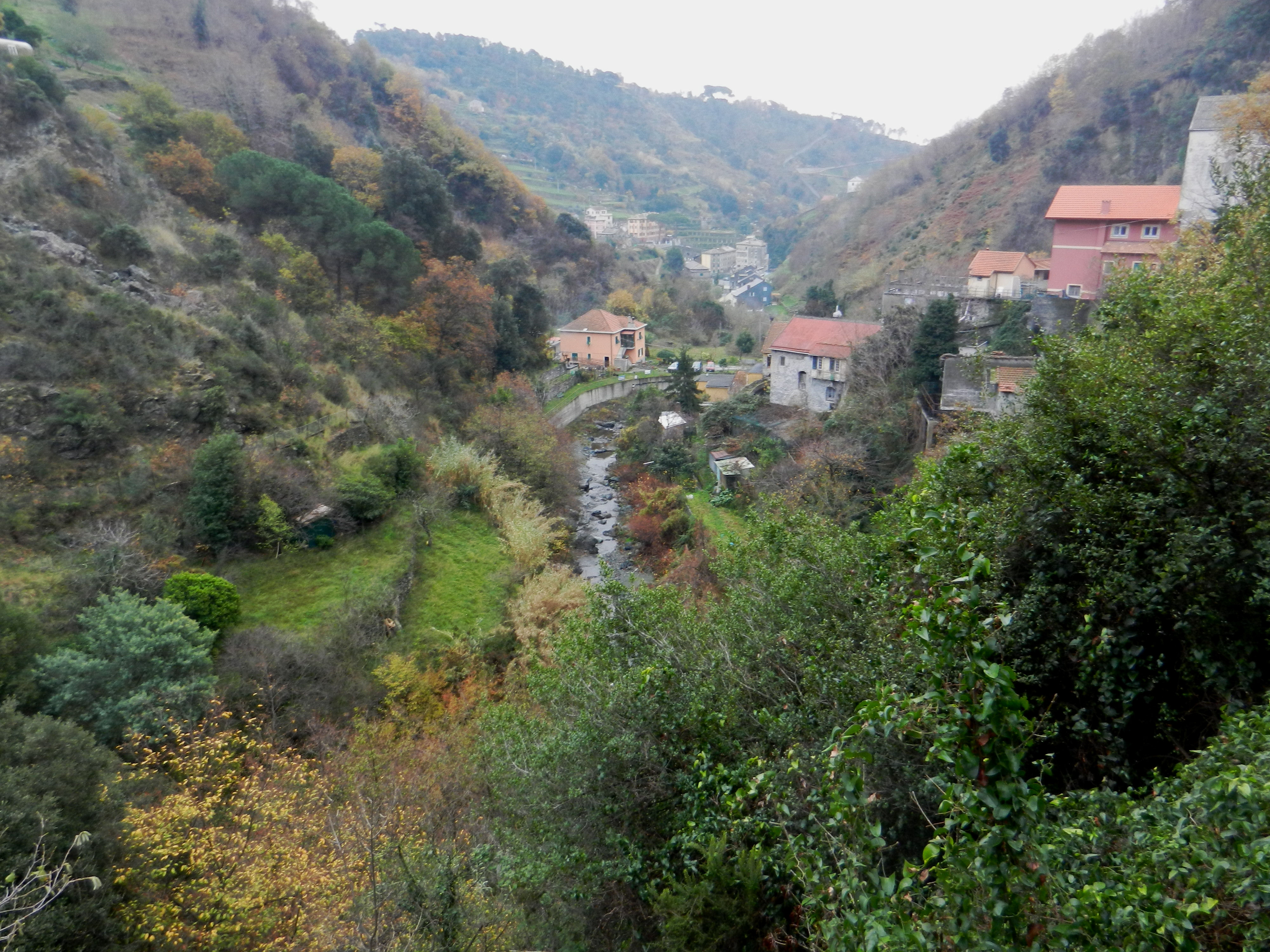
Il tratto terminale del rio Cantalupo, con le case di Tre Ponti sullo sfondo
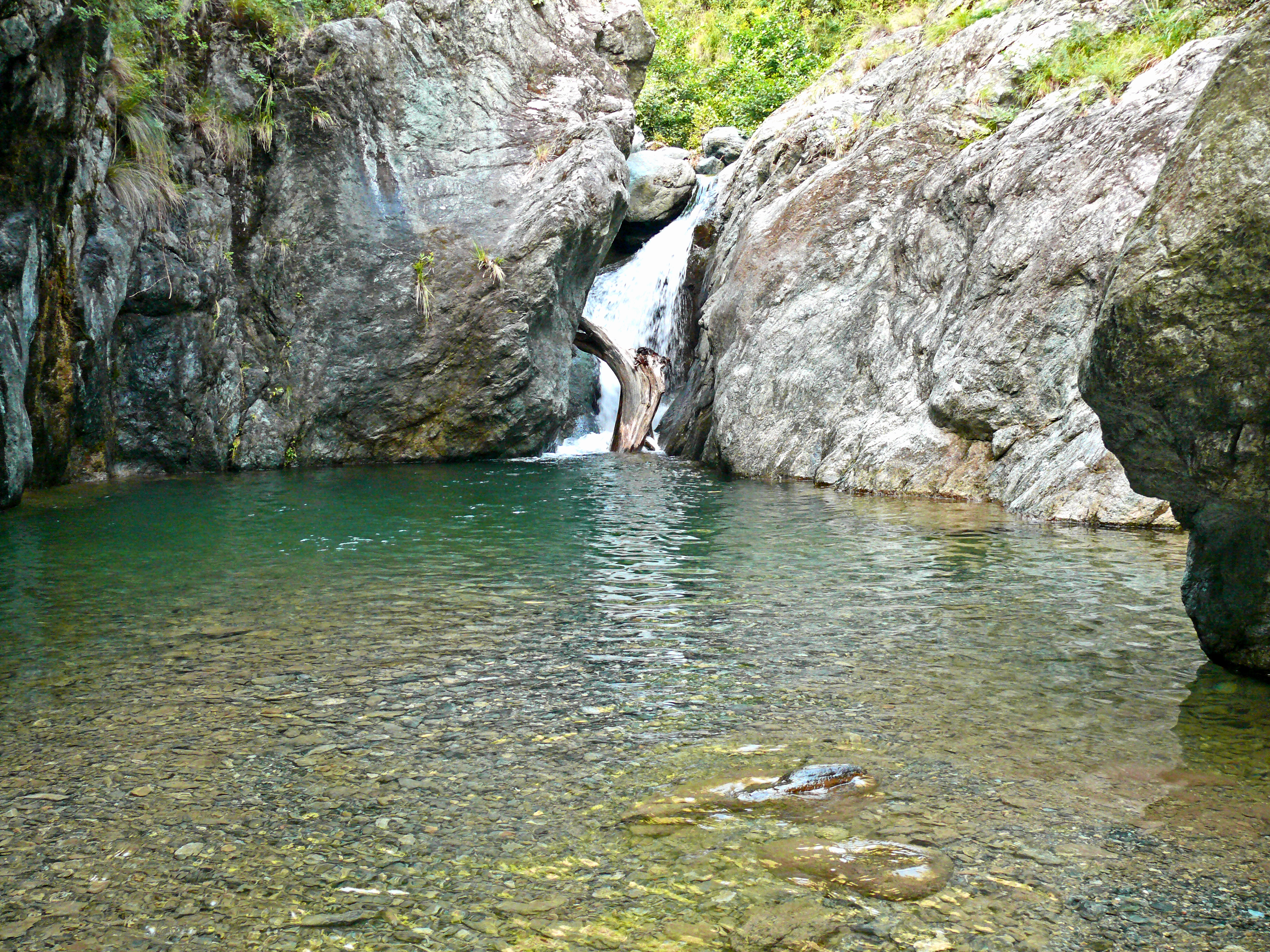
Laghetto dô Gôsso. Valletta del rio Cantalupo
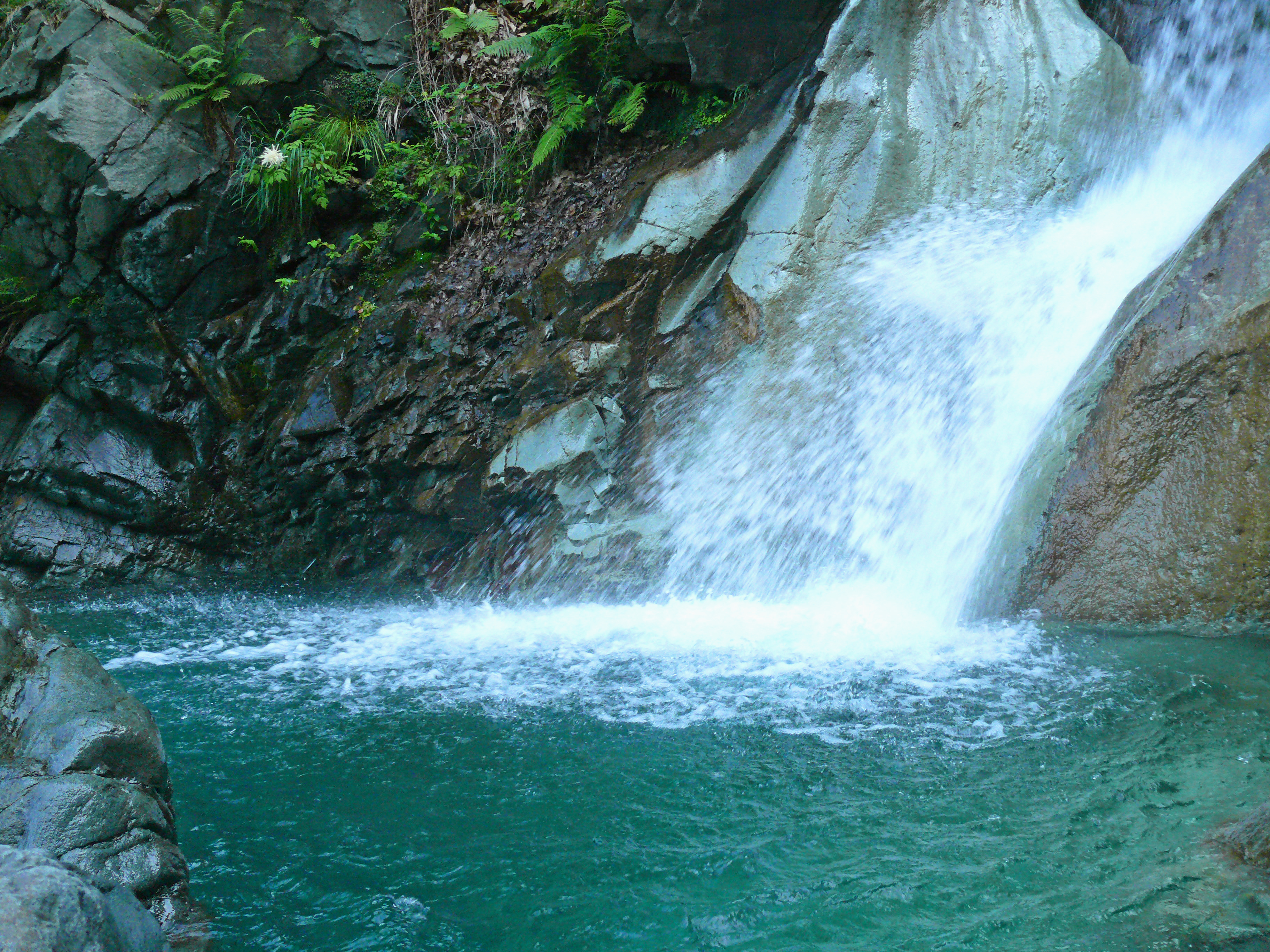
Marmitta profonda sotto al primo salto della cascata del rio Gandolfi
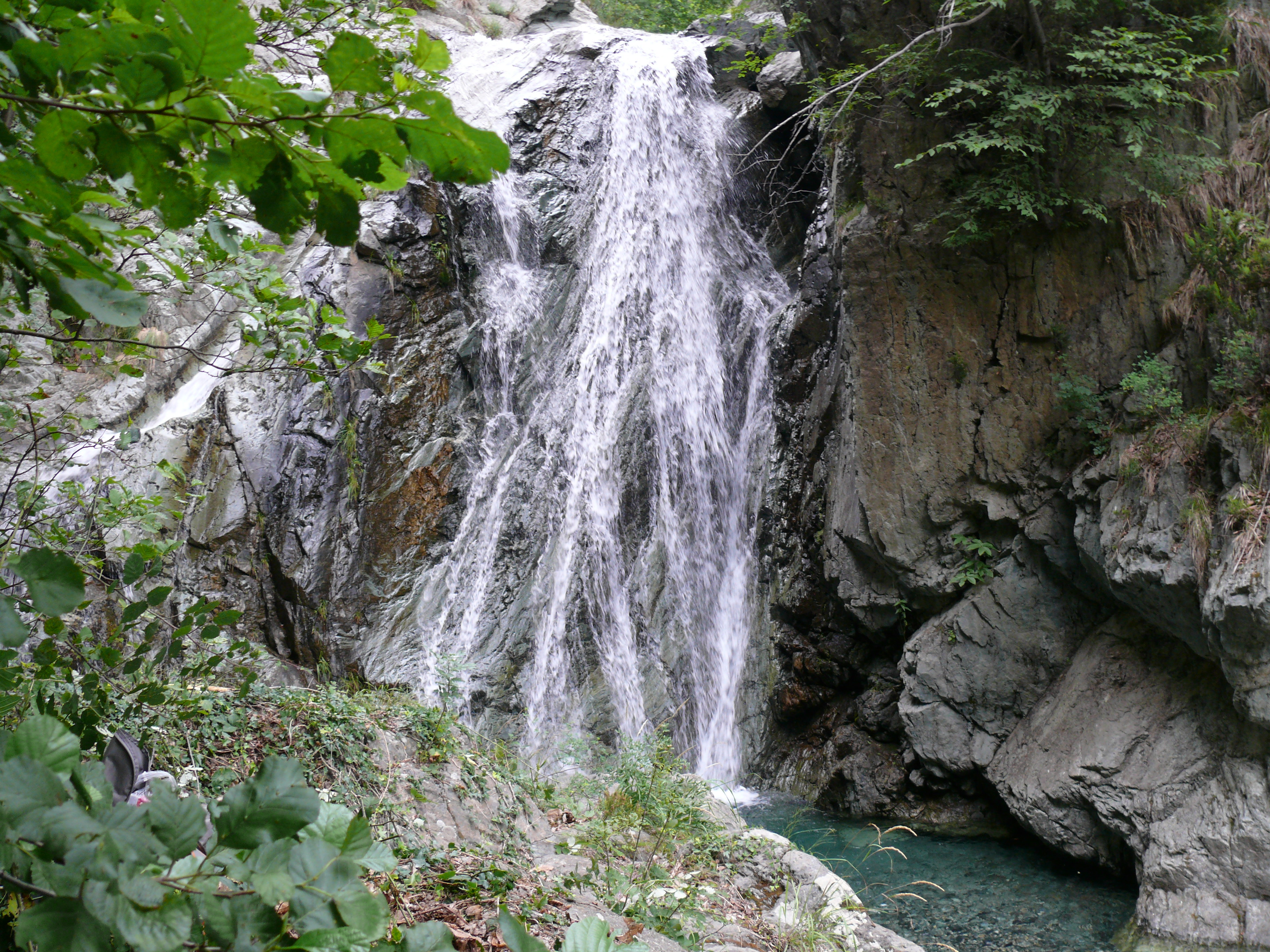
Un'altra delle tante cascatelle del rio Gandolfi
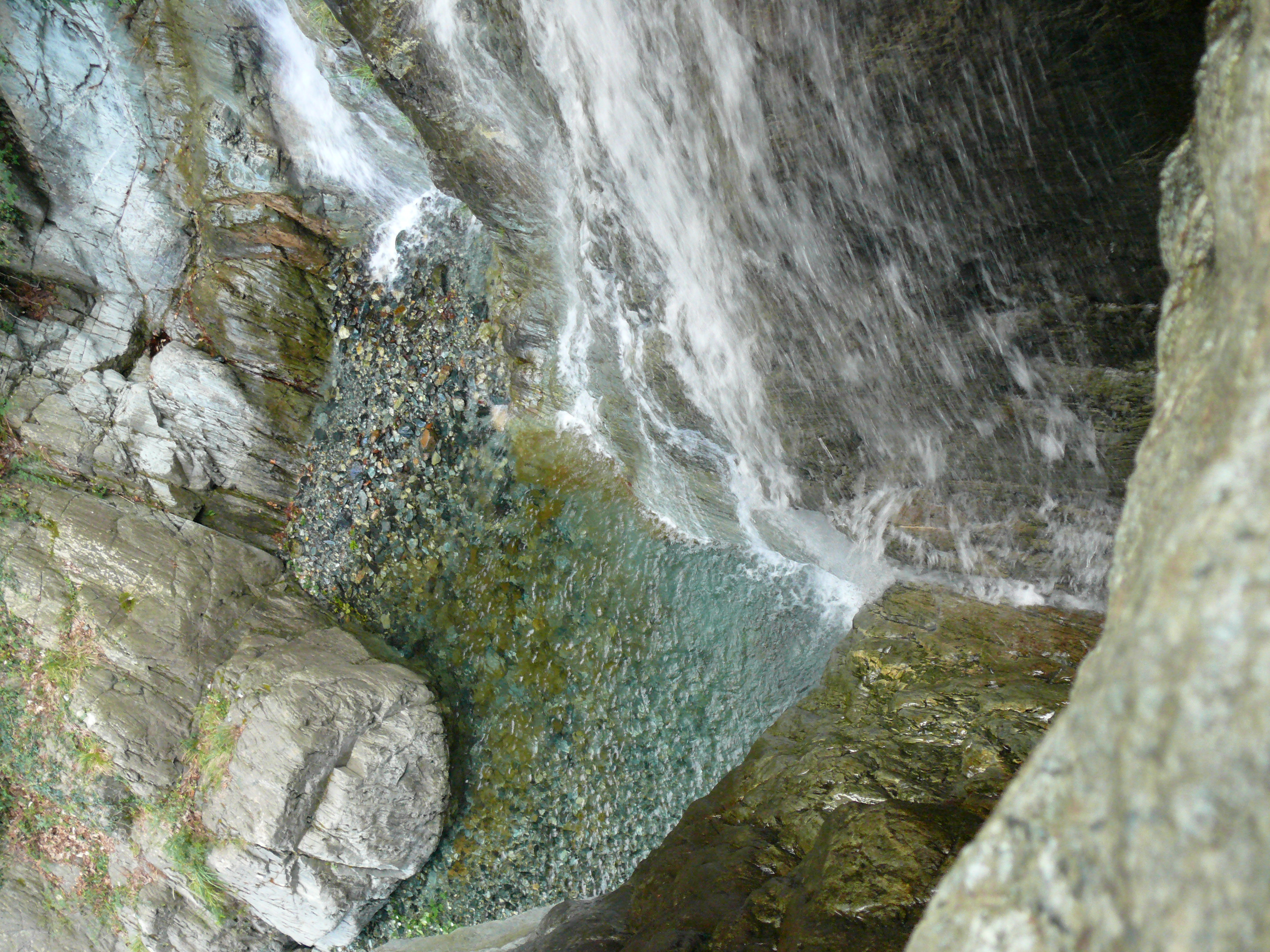
La cascata a bandêta vista dall'alto (rio Gandolfi)
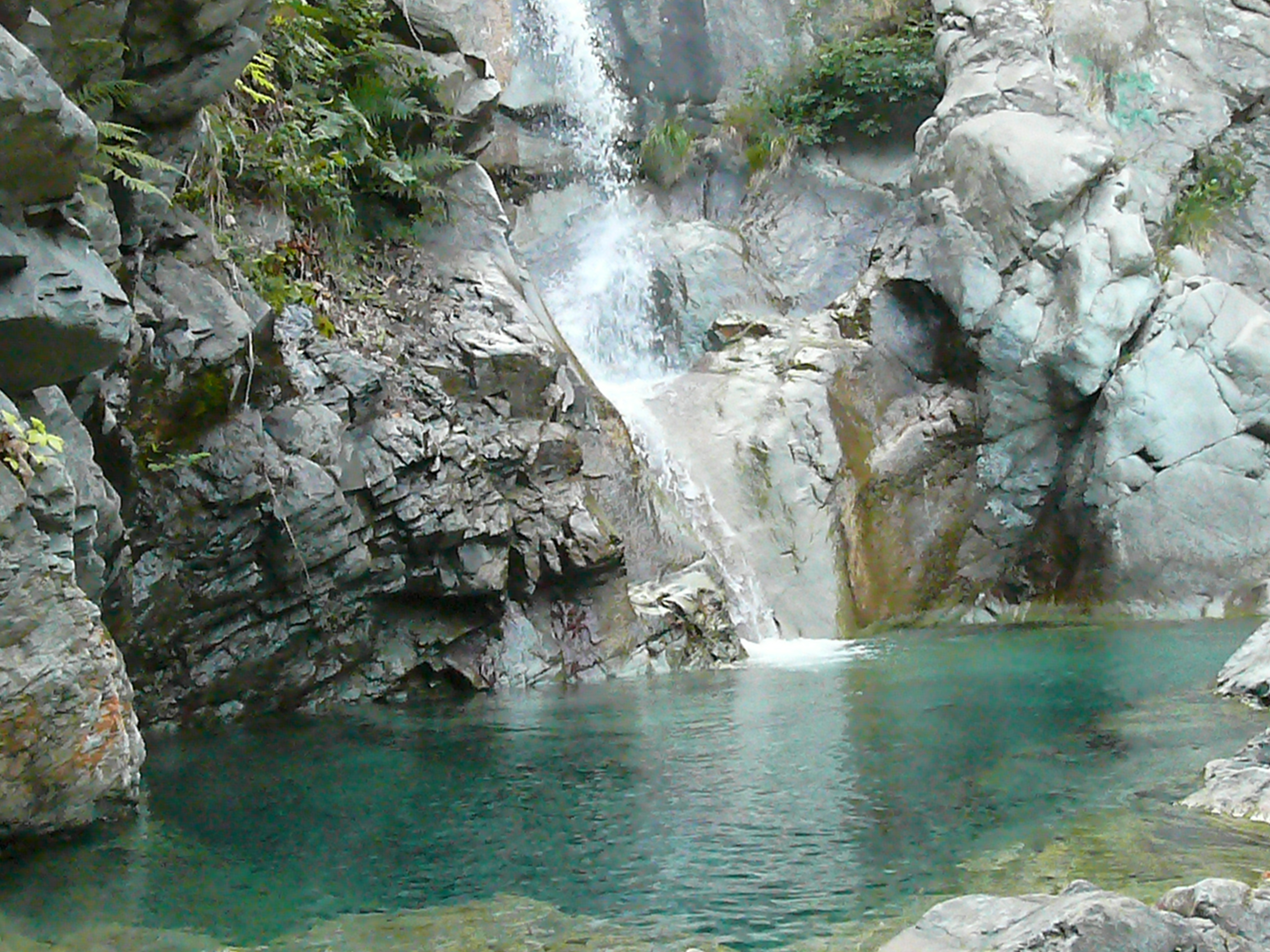
Un'altra marmitta profonda formata dal Rio Gandolfi

#### Valichi

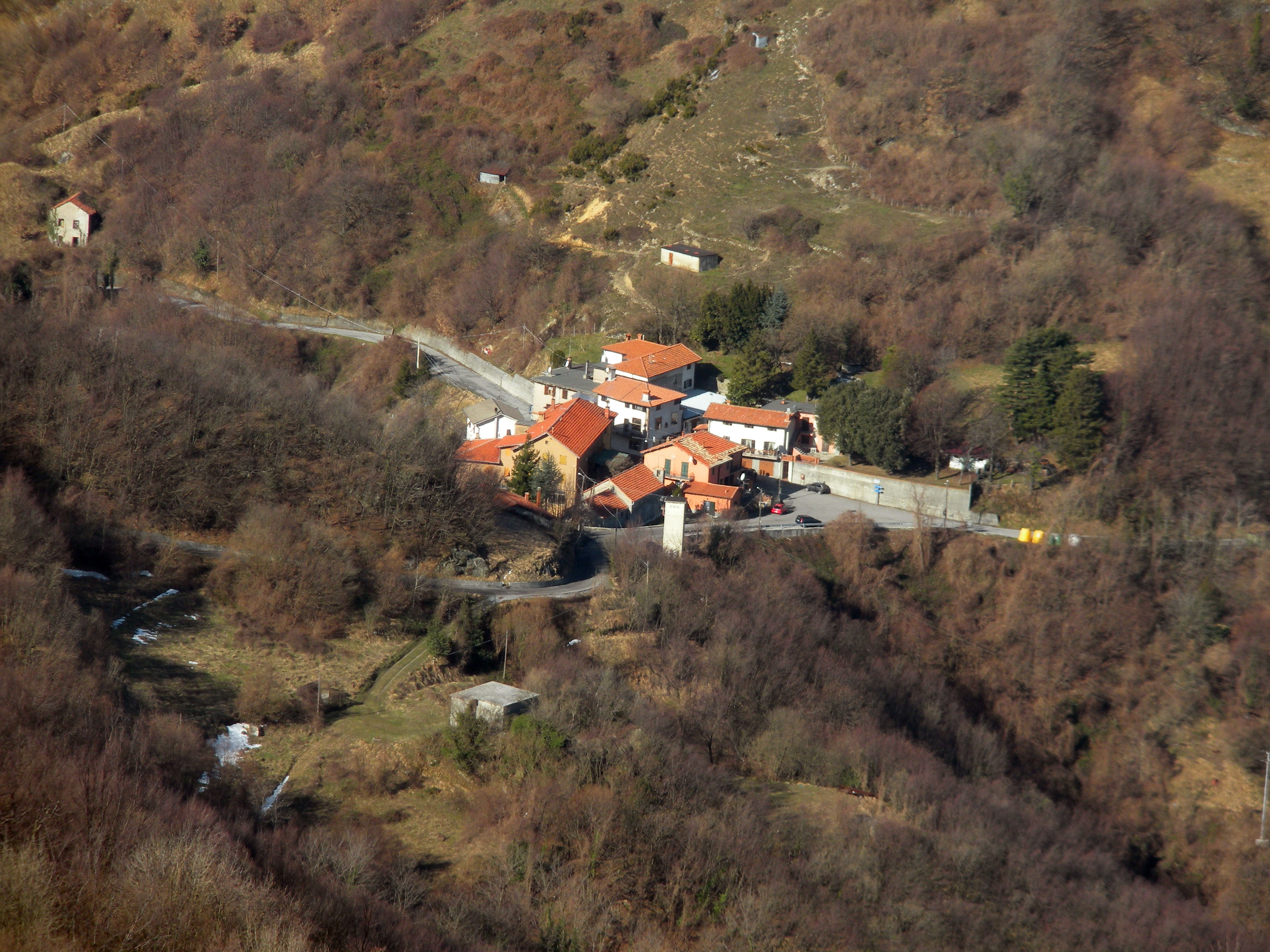
Il piccolo borgo di Lencisa, sul valico omonimo

L'unico valico percorso da una strada carrozzabile è quello di Lencisa (568 m), alla testata del bacino del rio Vaccarezza, che collega la val Varenna con la val Polcevera.
La Colla di Lencisa era un tempo un frequentatissimo punto d'incontro di diverse mulattiere che dalla val Polcevera, da Sestri Ponente e da Pegli risalendo le dorsali portavano alle Capanne di Marcarolo, importante centro di scambi commerciali.
Oggi la strada, stretta e tortuosa, è frequentata solo da traffico locale. È comunque la via più breve per raggiungere da Pegli il Santuario di N.S. della Guardia, il più noto santuario mariano genovese, che sorge sul monte Figogna, in val Polcevera, a poca distanza dal valico di Lencisa.
Altro valico tra Polcevera e Varenna è quello di Fossa Luea, nei pressi della località Scarpino, ma oggi non è percorso da strade carrozzabili. Non esistono invece valichi sul versante occidentale della valle.

### Geologia
Geologicamente il corso del Varenna rappresenta un tratto della linea di confine tra il Gruppo di Voltri (rocce serpentinose e ofiolitiche) e quello delle arenarie, con conformazioni scistoso-calcaree inframmezzate. La presenza di rocce magnesiache esposte è evidenziata spesso dalla scarsità di vegetazione di copertura, e dalla presenza di sorgenti solforose, comuni nella zona. Le caratteristiche di questa linea di frattura tra differenti rocce (conosciuta come "Zona Sestri-Voltaggio", che corre verticalmente da sud a nord passando per il monte Gazzo, la val Varenna e la val Verde, arrivando a Voltaggio), insieme con la vicinanza alla città ha favorito, nel secondo dopoguerra, l'apertura di cave per l'estrazione di sabbia da costruzione, massi per scogliere e massicciate ferroviarie e soprattutto cemento.
Questa zona vede la sovrapposizione di rocce e strutture tettoniche tipiche sia delle Alpi Occidentali, sia dell'Appennino nord-occidentale, e quindi, dal punto di vista geologico, costituisce il confine tra Alpi e Appennini (che invece i geografi collocano al Passo di Cadibona).
Ad ovest di questa linea predominano rocce ofiolitiche cosiddette del Gruppo di Voltri, mentre ad est si trovano depositi sedimentari tipici dell'Appennino, come le argilliti e i calcari marnosi. Questa linea di transizione non crea però una netta suddivisione tra le due strutture geologiche, ma la loro alternanza, caratterizzando il paesaggio di quest'area.

### Vegetazione
Nella zona più a monte del bacino sono presenti a bassa quota formazioni boschive sempreverdi con prevalenza di lecci, a quote intermedie boschi misti di latifoglie, quali carpini neri ornielli e roverelle, che alle quote più alte lasciano spazio a praterie ed arbusti. Nella parte media del bacino prevalgono boschi di conifere (pinastro, pino d'Aleppo e pino domestico), insieme a latifoglie, con tendenza di queste ultime ad espandersi ed a prevalere sulle prime. Modeste colture agrarie sono presenti solo nell'area di fondovalle dell'intero bacino.

### Clima
Come quasi tutte le valli della Liguria appartenenti al versante tirrenico la val Varenna gode di un clima temperato caldo, grazie alla protezione dai venti settentrionali offerta dai rilievi che la circondano, relativamente elevati benché molto vicini alla costa, godendo al tempo stesso dell'effetto di termoregolazione del mare. Per queste ragioni la temperatura media annua si mantiene intorno ai 14 °C, con un'ovvia differenza tra la zona costiera e i rilievi montuosi, comunque contenuta intorno ai 2 °C; la temperatura minima media si rileva a gennaio con 3,4 °C nella parte alta della valle e 5,3 °C alla foce, la massima si registra a luglio rispettivamente con 18.7 °C e 20,8 °C.
Le precipitazioni presentano un picco nel mese di ottobre ed un minimo estivo nel mese di luglio.

## Geografia antropica
L'ambiente della valle, se alle quote più alte si caratterizza per l'aspetto paesaggistico ed ambientale, nel fondovalle è contrassegnato da insediamenti abitativi e produttivi, con significative emergenze di archeologia industriale.
Il tratto terminale della valle attraversa l'abitato di Pegli, solo in piccola parte compreso nel bacino del Varenna. Da Pegli si entra nella vallata imboccando la via Opisso, che attraversa la piana a levante della villa Pallavicini, urbanizzata nel secondo dopoguerra, e si risale la valle tra insediamenti di piccole imprese e depositi petroliferi. A 2 km da Pegli, alla confluenza del rio Cantalupo, si incontra il primo nucleo della val Varenna, la località Tre Ponti.

### Granara

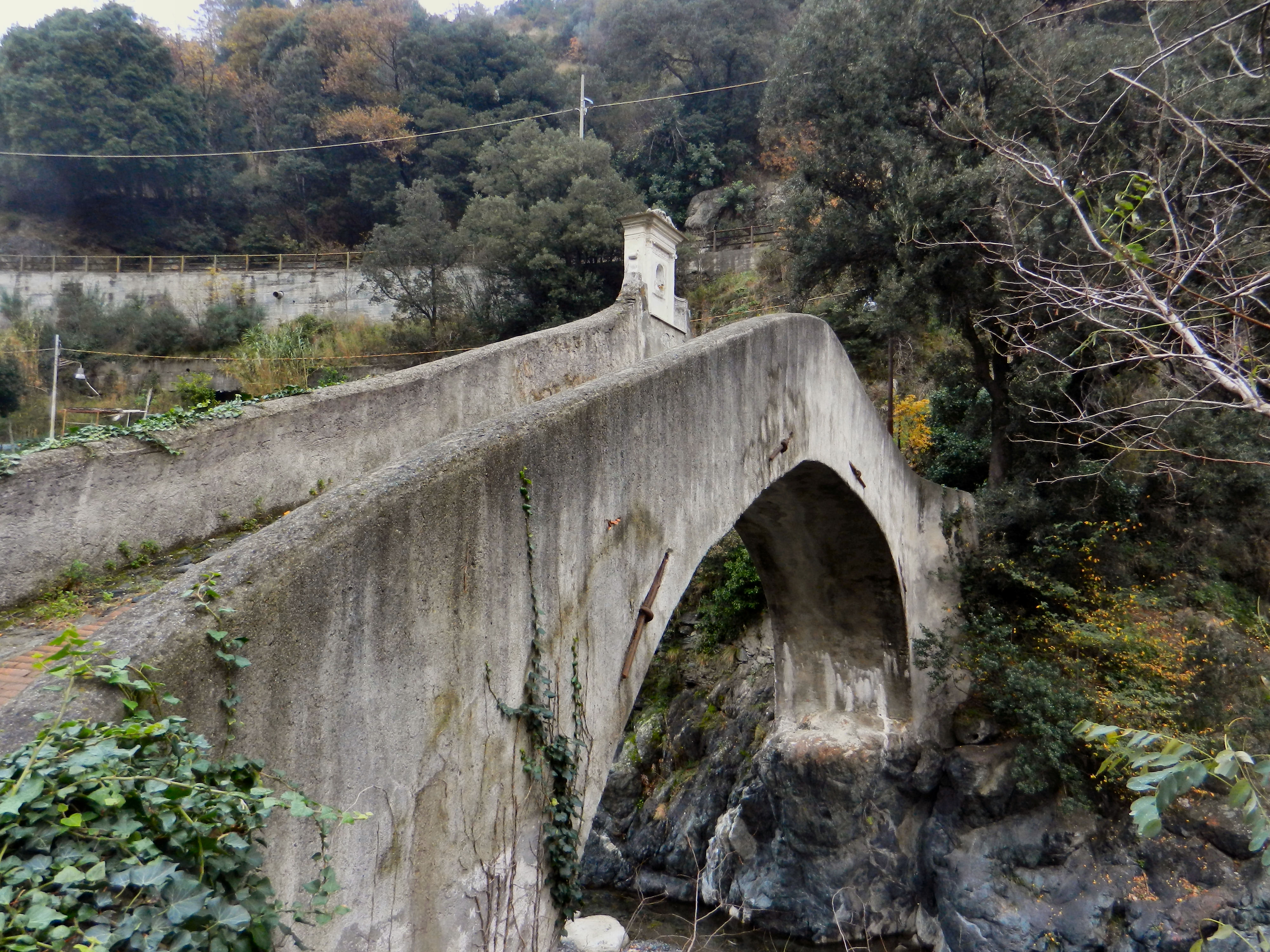
Il "ponte di Napoleone"

Granara (in ligure Granèa) non forma un nucleo compatto ma è formata da diversi gruppi di case, il principale è Tre Ponti, così chiamato per la presenza appunto di tre ponti, uno sulla strada di fondovalle, uno sul rio Cantalupo e quello settecentesco che collega le due ville settecentesche, accanto alle quali, allineate lungo il torrente, sorgono antiche abitazioni contadine. A Tre Ponti la strada si porta sulla sponda sinistra del torrente, che non abbandonerà più per l'intero percorso.
A Granara è presente una stazione della ferrovia Asti-Genova, raggiungibile solo attraverso una ripida rampa pedonale e oggi poco frequentata. Di questa linea si ricordano i lunghi ponti ad arcate in mattoni che superano le strette vallette di questo entroterra del comune di Genova.
Da Granara l'antica strada, dal nome significativo di "Via Profondo", conduce ad un piccolo ponte settecentesco a schiena d'asino, conosciuto come "ponte di Napoleone"; già in stato di degrado, è stato restaurato dopo l'alluvione del 1993, che lo aveva gravemente danneggiato.

### Chiesino
Più avanti si osservano tracce di antiche manifatture, che traevano dall'acqua del torrente l'energia e la materia prima per il loro funzionamento, come mulini, lavanderie, fonderie, fabbriche tessili ma soprattutto cartiere, le più antiche nella località Carpenara, risalenti alla fine del XVII secolo e successivamente ampliate e quella in località Chiesino, impiantata nel 1845, la prima nel genovesato attrezzata con la macchina continua dei fratelli Fourdrinier.
La località Chiesino (93 m s.l.m.), in ligure Gexin è formata da un gruppo compatto di case in posizione sopraelevata, al riparo dalle piene del torrente, raccolte attorno alla piccola cappella, già parrocchiale, che dà il nome alla località. Tra le case del borgo è ancora individuabile l'antico percorso della mulattiera che risaliva la valle prima dell'apertura della carrozzabile.

### San Carlo di Cese
Superate le piccole frazioni di Chiesino, Carpenara e la località Edifizi Nuovi, con cave ancora attive, la strada sale sensibilmente, percorrendo l'ansa fluviale abbandonata dal torrente; lasciata sulla sinistra la valle Gandolfi si arriva a San Carlo di Cese (297 m s.l.m.), in ligure San Carlo de Sexe, centro maggiore della vallata, con la parrocchiale del 1618 intitolata a San Carlo Borromeo. Ai tempi della Repubblica di Genova il territorio di S. Carlo dipendeva da Ceranesi, e quindi dalla podesteria del Polcevera. Con la riorganizzazione amministrativa attuata in epoca napoleonica (1798) fu aggregato al nuovo comune di Multedo e con questo, nel 1875, a Pegli ed infine a Genova nel 1926.
L'antica mulattiera che portava al valico di Lencisa attraversava il torrente più volte, ed oggi restano visibili quattro ponti a schiena d'asino, con l'immagine della Madonna alla sommità, perché l'itinerario era percorso dai pellegrini diretti al santuario della Guardia. Ancora oggi S. Carlo è la base di partenza per pellegrini ed escursionisti provenienti dal ponente genovese e diretti al santuario.
Oltre San Carlo sorgono solo piccoli nuclei di poche case: Camposilvano (capolinea del bus AMT), Case Grillo, Nià di Puli, Gratin, Orezzo, ancora nel comune di Genova e Lencio, Vaccarezza inferiore, Vaccarezza superiore e Lencisa nel comune di Ceranesi.

## Storia
La valle fu probabilmente abitata già in epoca preromana dai Liguri Viturii, che fondarono Pyla Veituriorum, l'attuale Pegli, alla foce del Varenna, all'inizio della via che si era venuta spontaneamente a creare lungo la valle diretta verso le Capanne di Marcarolo; questa strada, denominata Cabanea, costituì per secoli un'importante via di comunicazione tra la costa ligure e la pianura padana.
Il primo documento storico riferibile con certezza alla val Varenna è un atto del 26 gennaio 1173 relativo ad una controversia tra l'abbazia di San Siro e quella di Sant'Andrea di Sestri, relativa all'utilizzo dell'acqua che alimentava dei mulini.

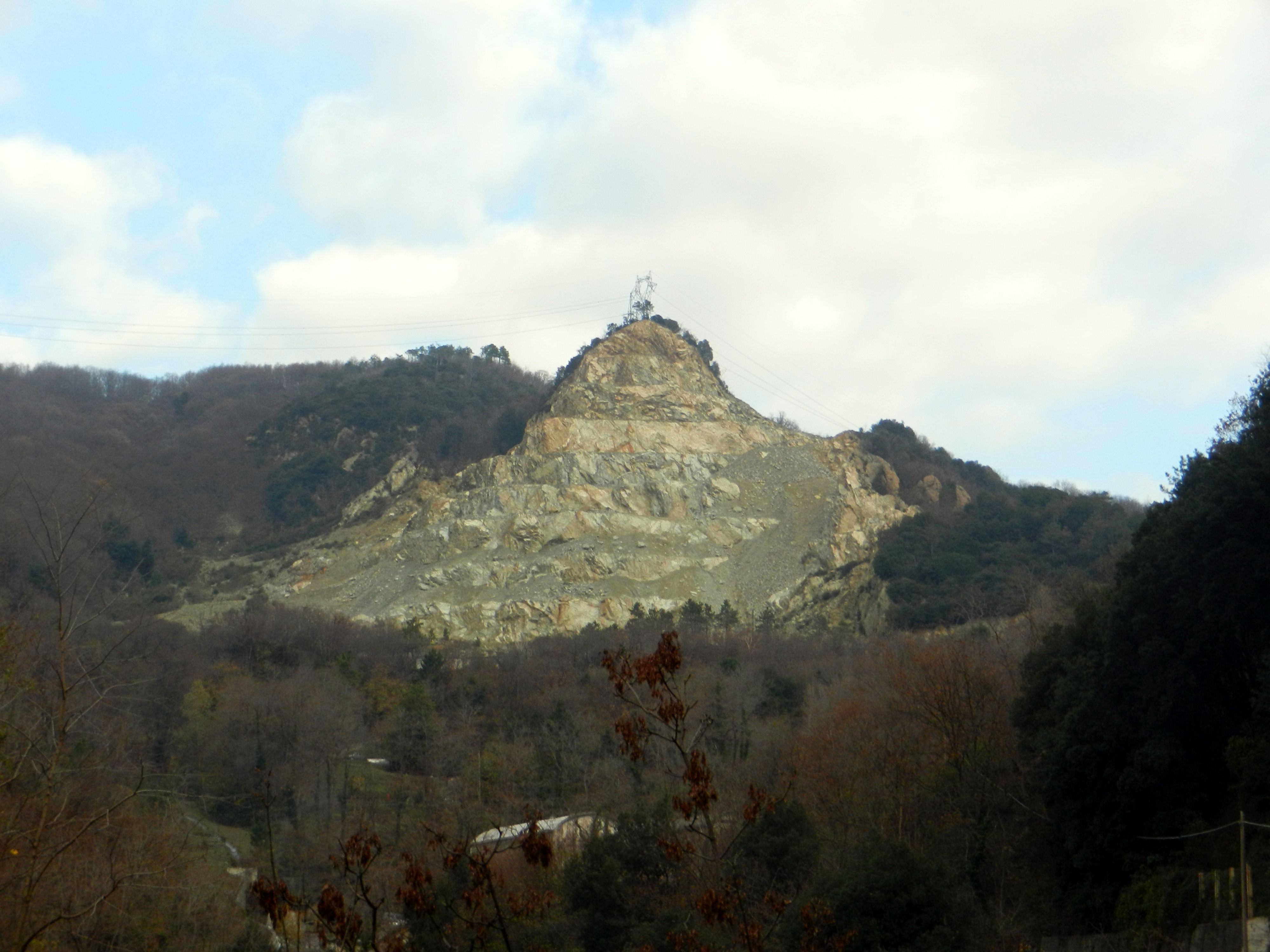
Cava di pietrisco in località Tana dei Banditi (Carpenara)

Proprio l'abbondanza di acqua a partire dal XVII secolo favorì l'insediamento di varie manifatture, mentre iniziavano a prendere forma i primi nuclei urbani e nel Settecento venne rinnovato l'antico percorso della mulattiera che percorreva la valle.
Del tracciato settecentesco, affiancato dall'odierno percorso carrozzabile, restano i diversi ponti "a schiena d'asino".
Nonostante sia rimasta ai margini della città, la valle non fu risparmiata, durante la seconda guerra mondiale, da un bombardamento aereo alleato che la sera dell'11 marzo 1944, probabilmente con l'intento di colpire un presidio tedesco insediatosi poco distante, distrusse invece una casa a Tre Ponti, causando 16 vittime tra la popolazione civile.
Nel secondo dopoguerra la necessità di pietrisco da costruzione legate alla ricostruzione e alla crescita economica hanno portato all'apertura di numerose cave. Questa attività estrattiva è proseguita per oltre un trentennio in modo disordinato e caotico senza alcuna regola e rispetto per la stabilità della valle, compomettendone l'assetto idrogeologico ed è stata una delle principali cause della disastrosa alluvione del settembre 1993. Per i fenomeni di erosione indotti dalle cave e la ripida pendenza dei monti circostanti, la val Varenna è considerata una delle zone geologicamente più instabili della Liguria.

### L'alluvione del 23 settembre 1993
Un evento meteorologico estremamente intenso si abbatté sulla valle il 23 settembre del 1993.
Una forte pioggia, concentrata in pochissime ore, fece esondare il torrente sconvolgendo tutte le località del fondovalle da Camposilvano all'abitato di Pegli, provocando due morti per il crollo di una casa ed ingenti danni. Il centro più colpito fu S. Carlo di Cese che con altre piccole frazioni rimase isolata per diversi giorni.
A seguito di questo tragico evento è stato predisposto un dettagliato "Piano di bacino", approvato nel 1999 e più volte aggiornato, con l'elenco degli interventi per la messa in sicurezza dei versanti e dell'alveo del Varenna e dei suoi affluenti, interventi in gran parte realizzati anche se restano diversi problemi tuttora aperti. Una delle opere più importanti è stata, nel 2011, lo spostamento di una sottostazione elettrica dell'Enel che si trovava su una piastra in calcestruzzo costruita negli anni sessanta sopra il letto del torrente e che costituiva una barriera al deflusso dell'acqua.

## Monumenti e luoghi d'interesse

### Architetture civili
- Villa Granara, nella località Tre Ponti, è una tipica residenza di villa genovese, oggi suddivisa in appartamenti; sorge sulla sponda sinistra del torrente ed è collegata alla strada principale da un ponte settecentesco in pietra.[10][24]
- Villa Lomellini, detta "il Konak", termine che in turco indica residenze di pregio e di rappresentanza, è ispirata al modello di questi edifici, diffusi in tutto l'Impero ottomano; secondo diverse fonti sarebbe stata costruita per i Lomellini; secondo altri[29] la costruzione, caratteristica per la sua facciata concava, risalirebbe alla fine del XVIII secolo e sarebbe stata edificata per il ricco commerciante Battista Granara, proprietario anche della villa "Cabiria". Si trova di fronte a questa, all'inizio dell'abitato di Tre Ponti, sulla sponda destra del Varenna.[10][24] Nella villa visse per vent'anni lo scultore e pittore Antonio Orazio Quinzio.[30]

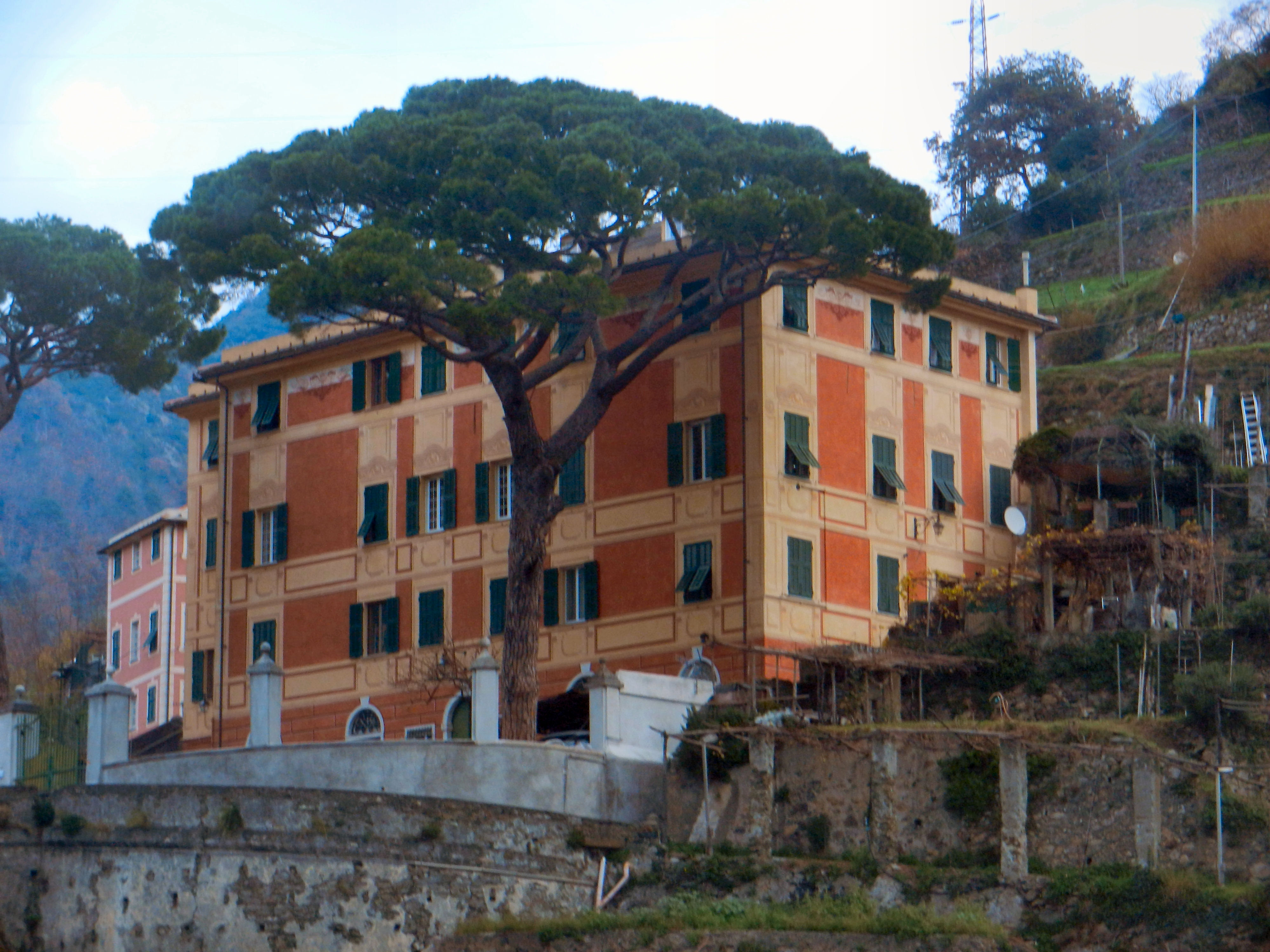
Villa Granara
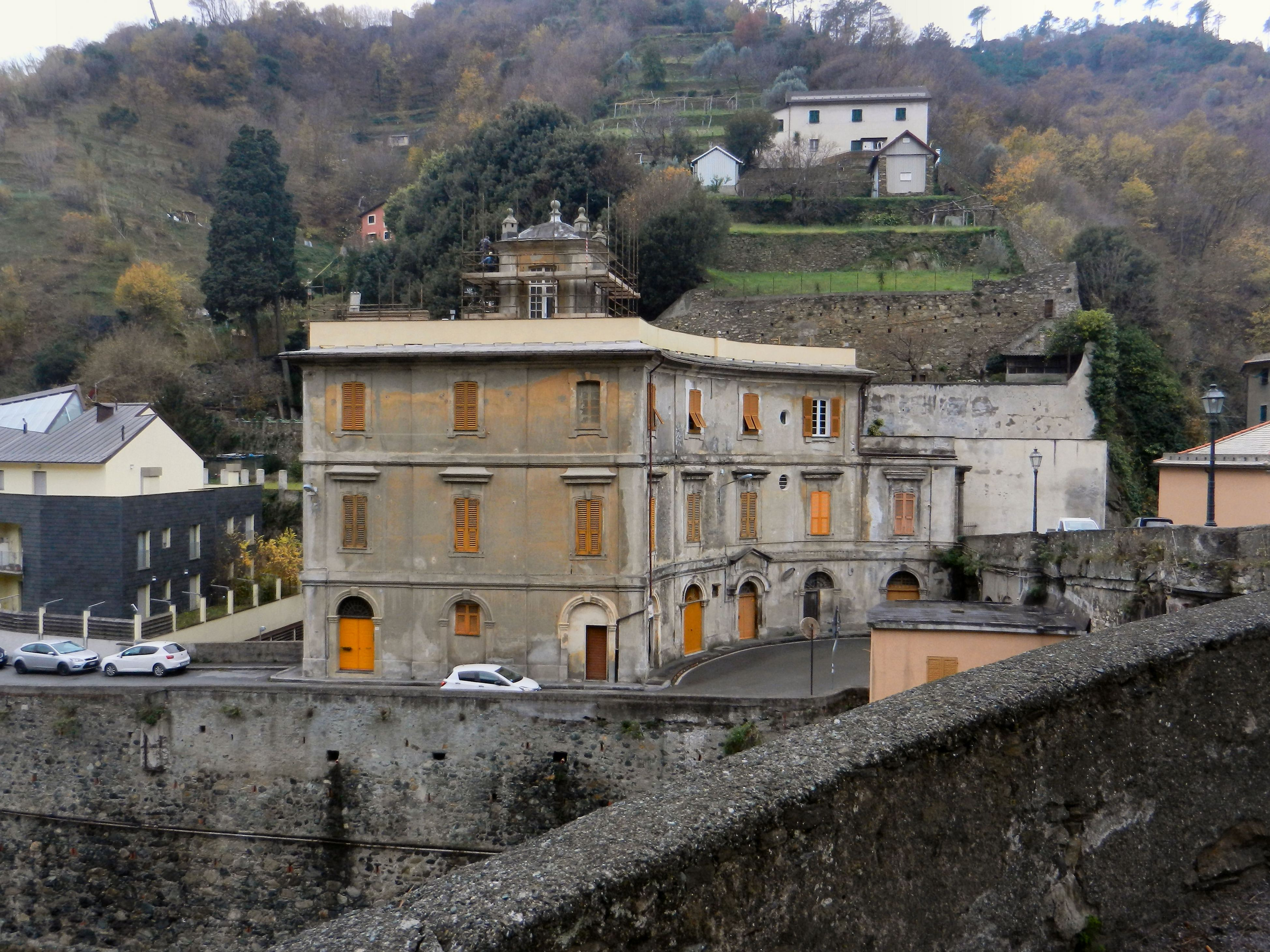
Villa Lomellini "il Konak"

### Architetture religiose

#### Chiesa di San Carlo Borromeo

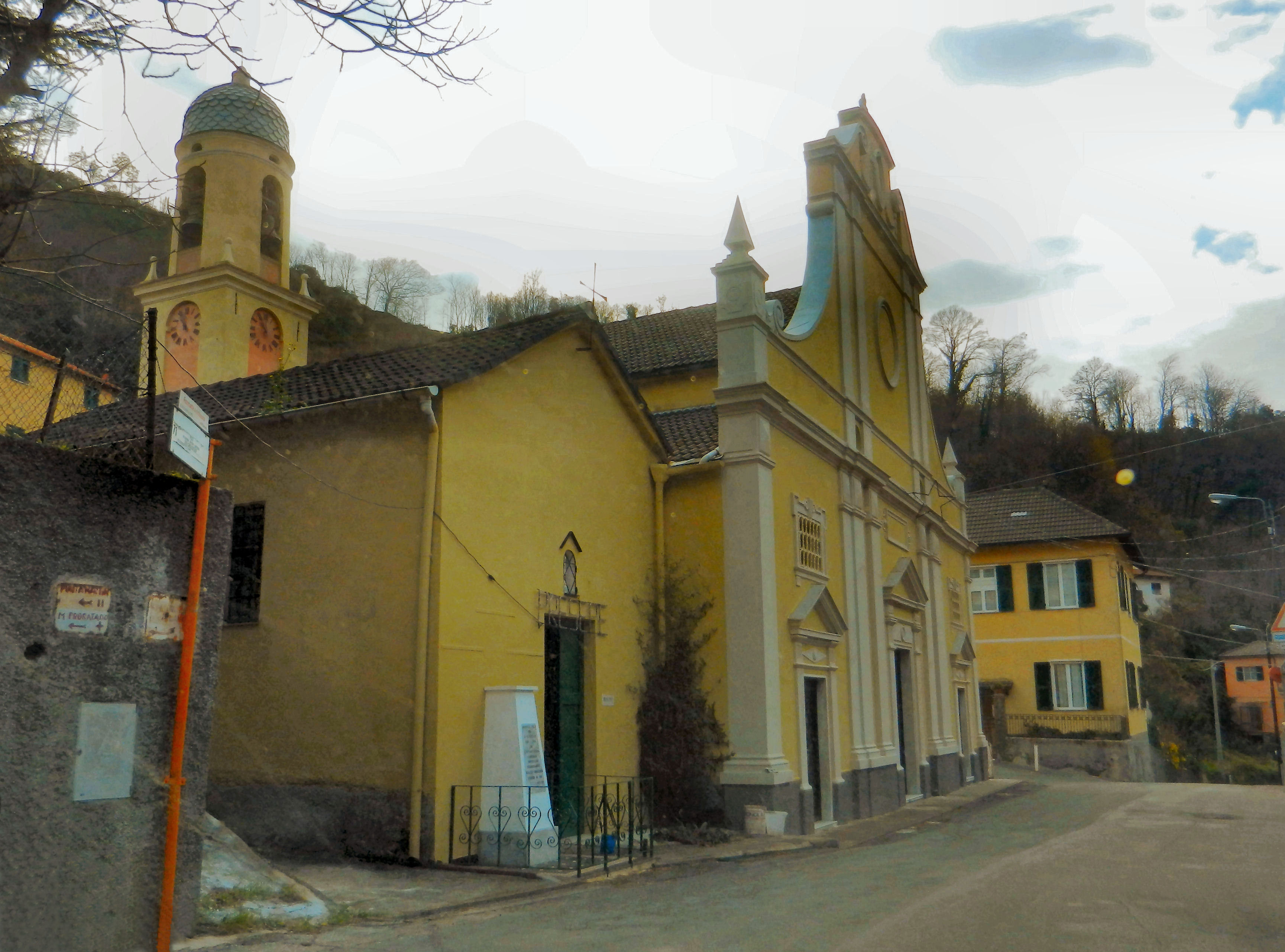
Chiesa di San Carlo Borromeo a S. Carlo di Cese

Costruita tra il 1615 e il 1618 con il contributo di Gio. Francesco Lomellini, prima chiesa in Liguria dedicata all'arcivescovo milanese, canonizzato pochi anni prima, sorge nella frazione San Carlo di Cese. Fu ingrandita intorno alla metà dell'Ottocento con l'aggiunta delle navate laterali. Nel 1886 la parete del coro fu affrescata dal pittore G.B. Ghigliotti. Nel 1928 fu realizzata la facciata, prima di allora del tutto priva di decori. All'interno sono conservate una pala raffigurante il Martirio di San Bartolomeo, attribuita a Gioacchino Assereto (1600-1649), una statua seicentesca della Madonna del Rosario ed un organo fabbricato nel 1889 dagli organari Fratelli Lingiardi di Pavia.

#### Il "Chiesino"

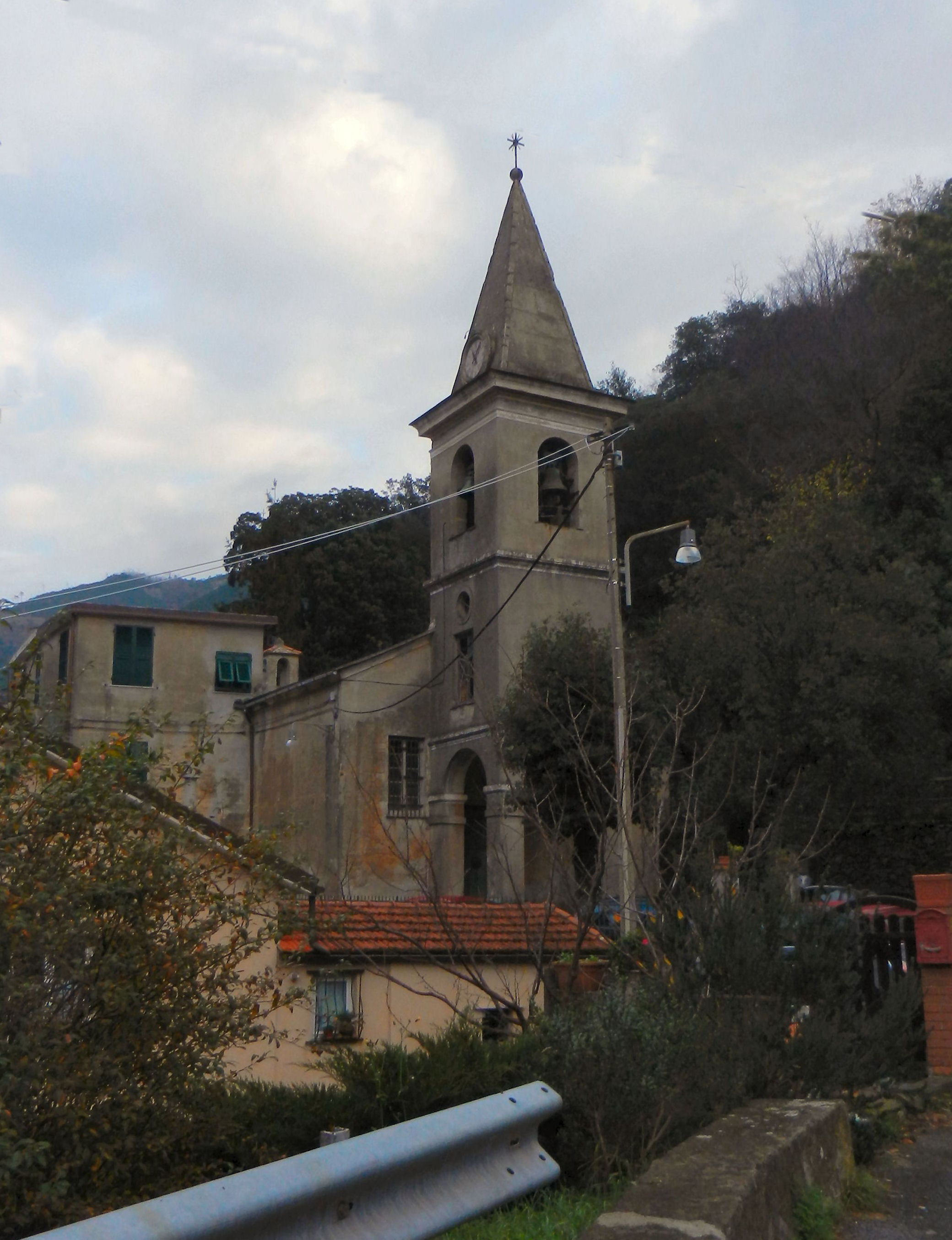
Il "Chiesino"

La Chiesa di N.S. Assunta e San Nicola da Tolentino, detta "il Chiesino", dà il nome all'omonima frazione, un tempo chiamata "Edifizi Vecchi". Una prima cappella, intitolata a San Bernardo, fu costruita in questo luogo dalla famiglia Grimaldi nel 1726, al posto di un'altra posta più in basso e distrutta da una piena del torrente. Anche la nuova cappella, solo vent'anni dopo, venne distrutta dai soldati austriaci durante gli avvenimenti del 1747 e immediatamente ricostruita. Nel 1839 venne dedicata a San Nicola da Tolentino e nel 1878 rifatta nelle forme attuali dai marchesi Cattaneo Della Volta, succeduti ai Grimaldi nel 1876.
Già succursale di S. Maria di Monte Oliveto di Multedo, nel 1946 divenne parrocchia autonoma; architettonicamente assai modesta, ha un'unica navata con due piccoli altari laterali. L'altare maggiore, in gesso, era sormontato da un quadro di N.S. Assunta, ora nella chiesa di Tre Ponti.
Le decorazioni interne, opera dei pittori pegliesi Paggio e Biscardi risalgono al 1946. Il campanile, costruito nel 1919, basato sul piccolo portico esterno alla chiesa, ha base quadrata con una cuspide piramidale.
Nel 1962 fu eretta come succursale una nuova chiesa sotto lo stesso titolo nella località Tre Ponti, divenuta prima di fatto poi ufficialmente la sede parrocchiale. Questa nuova chiesa non è mai stata del tutto completata e trova tuttora spazio nei locali in origine destinati a uffici parrocchiali, arricchiti solo da un portico e da una statua della Madonna Assunta, copia di un originale dello scultore toscano Franco Miozzo; conserva una statua lignea di San Nicola da Tolentino, attribuita alla scuola del Maragliano.
La vecchia chiesa, non più officiata, è stata messa a disposizione del Comitato della Val Varenna per iniziative culturali (mostre e convegni).

## Economia
Per secoli l'economia della valle è rimasta strettamente legata alle risorse idriche: dal già citato documento del 26 gennaio 1173, che fissava le regole per la gestione delle acque del Varenna appare evidente la centralità del ruolo del torrente per l'economia delle comunità locali; grazie all'abbondanza di acqua che forniva l'energia necessaria per i loro macchinari, nel corso dei secoli si sono insediate nella valle numerose attività manifatturiere. Oltre ai mulini vi erano cartiere, lavanderie, pastifici, fonderie e fabbriche tessili, di cui restano in molti casi le strutture, abbandonate o riconvertite ad altri usi. Un sistema di chiuse e derivazioni alimentava fabbriche e terreni coltivati. L'opera di costante manutenzione di queste strutture garantiva la puntuale realizzazione delle opere di sistemazione idraulica e forestale, assicurando al tempo stesso un'efficace prevenzione dei fenomeni di dissesto idrogeologico.
Dagli anni cinquanta nella parte medio alta della valle sono iniziati i primi insediamenti di cave per la produzione di pietrisco da costruzione, ghiaia e sabbia. Gli insediamenti sono proseguiti fino agli anni settanta.
La situazione socio-economica della valle è profondamente cambiata dal secondo dopoguerra, quando lo sviluppo della grande industria nel ponente genovese ha portato all'abbandono di molti nuclei rurali, con ripercussioni negative anche sull'assetto idrogeologico.
I residenti traggono oggi il loro reddito principalmente da attività lavorative svolte in aziende e servizi al di fuori della valle. Sono comunque tuttora presenti piccole aziende industriali che spesso occupano le strutture delle antiche fabbriche e dei mulini. Oggi resta attivo, a Granara, un solo mulino, uno dei pochi in Italia adibito alla produzione della farina di ceci, elemento base della farinata ligure, fino a pochi anni fa ancora azionato dall'acqua del torrente.
Le maggiori imprese sono costituite dai depositi di prodotti petroliferi che occupano gran parte della collina in sponda sinistra nel tratto terminale del bacino, mentre per quanto riguarda le attività estrattive resta ancora in attività un solo impianto, a fronte del quale sono censite nove cave abbandonate, non tutte messe in sicurezza dal punto di vista idrogeologico.
L'agricoltura riveste un ruolo marginale, praticata quasi esclusivamente sotto forma di orti familiari, gestiti a tempo parziale ed i cui prodotti sono generalmente destinati all'autoconsumo.

## Infrastrutture

### Strade

#### Viabilità antica

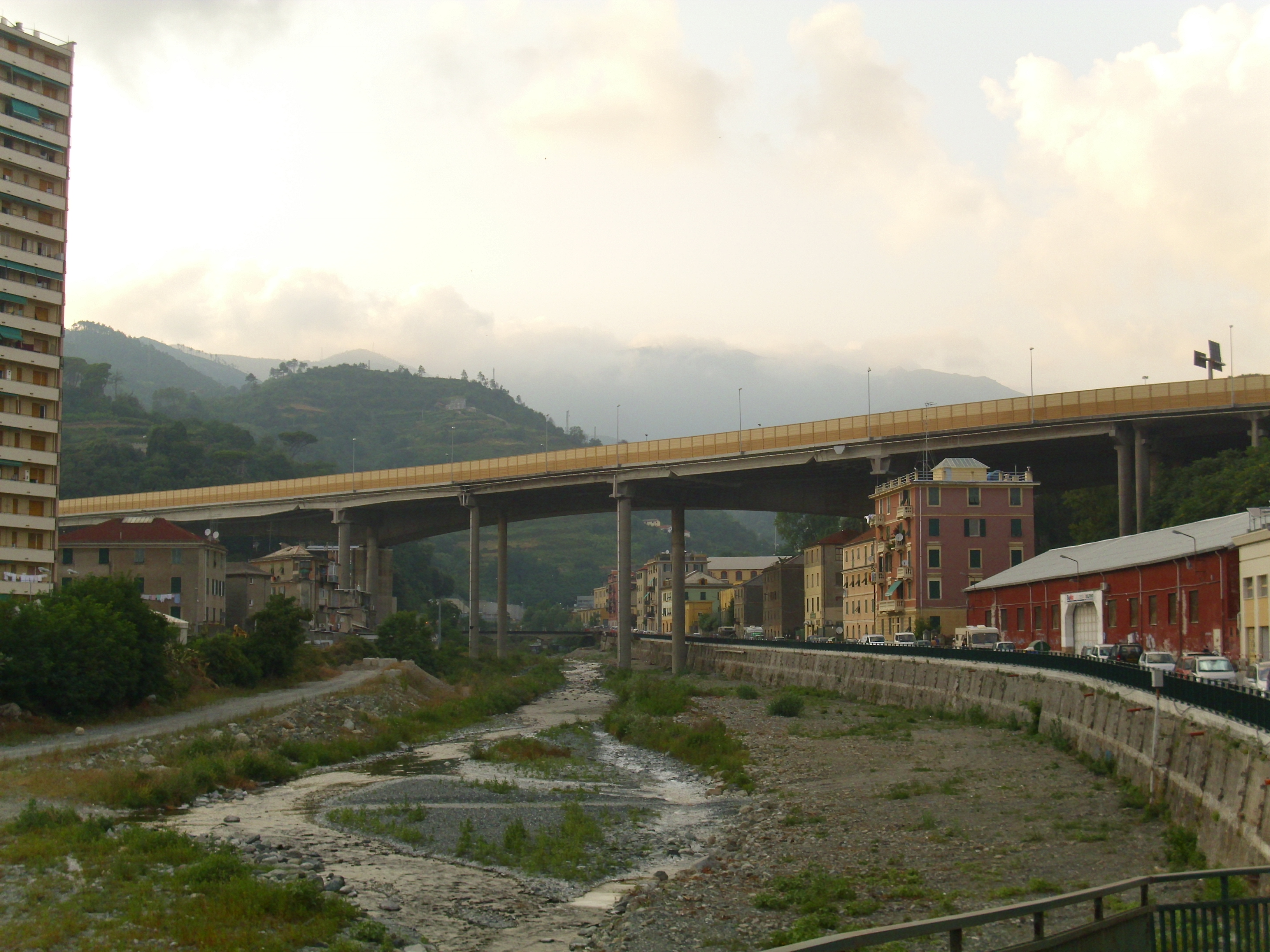
Il viadotto autostradale sul torrente Varenna

Già dai tempi più antichi, la val Varenna era attraversata da un percorso commerciale che collegava il mare di Pegli con l'entroterra attraverso San Carlo di Cese, il valico di Lencisa, San Martino di Paravanico e Praglia, raggiungendo la località oggi chiamata Capanne di Marcarolo, centro di scambi commerciali, dove confluivano da varie direzioni i sentieri che gli antichi Liguri chiamavano "va". Questo antico percorso, che nel Medioevo era chiamato "via Cabanèa", rimase per secoli uno dei più importanti collegamenti tra la riviera genovese e la pianura padana, molto frequentato perché a differenza di altri era una "via libera", cioè non sottoposta al pagamento di pedaggi come la "via dei Giovi", che da Voltri valicava l'Appennino nei pressi dell'attuale passo del Turchino e la "via del sale", con inizio dal porto di Genova e valico alla Crocetta d'Orero.
Le antiche mulattiere solo in epoca napoleonica (intorno alla fine del XVIII secolo) vennero trasformate in strade carrarecce che superavano in più punti il Varenna ed i suoi affluenti sui piccoli ponti in muratura ancora esistenti.

#### Viabilità moderna
L'attuale strada di fondovalle ricalca in gran parte il percorso della carrareccia settecentesca. Collega il lungomare di Pegli con il valico di Lencisa, con un percorso di circa 10 km, attraversando Tre Ponti (1,5 km), Granara (2 km), Chiesino (3 km), Carpenara (5 km) e San Carlo di Cese (8 km). Il collegamento carrabile tra San Carlo di Cese e Lencisa è stato realizzato solo negli anni ottanta del Novecento. La valle è servita dalla linea di autobus urbani n. 71 dell'AMT, da Pegli a San Carlo di Cese (località Camposilvano).

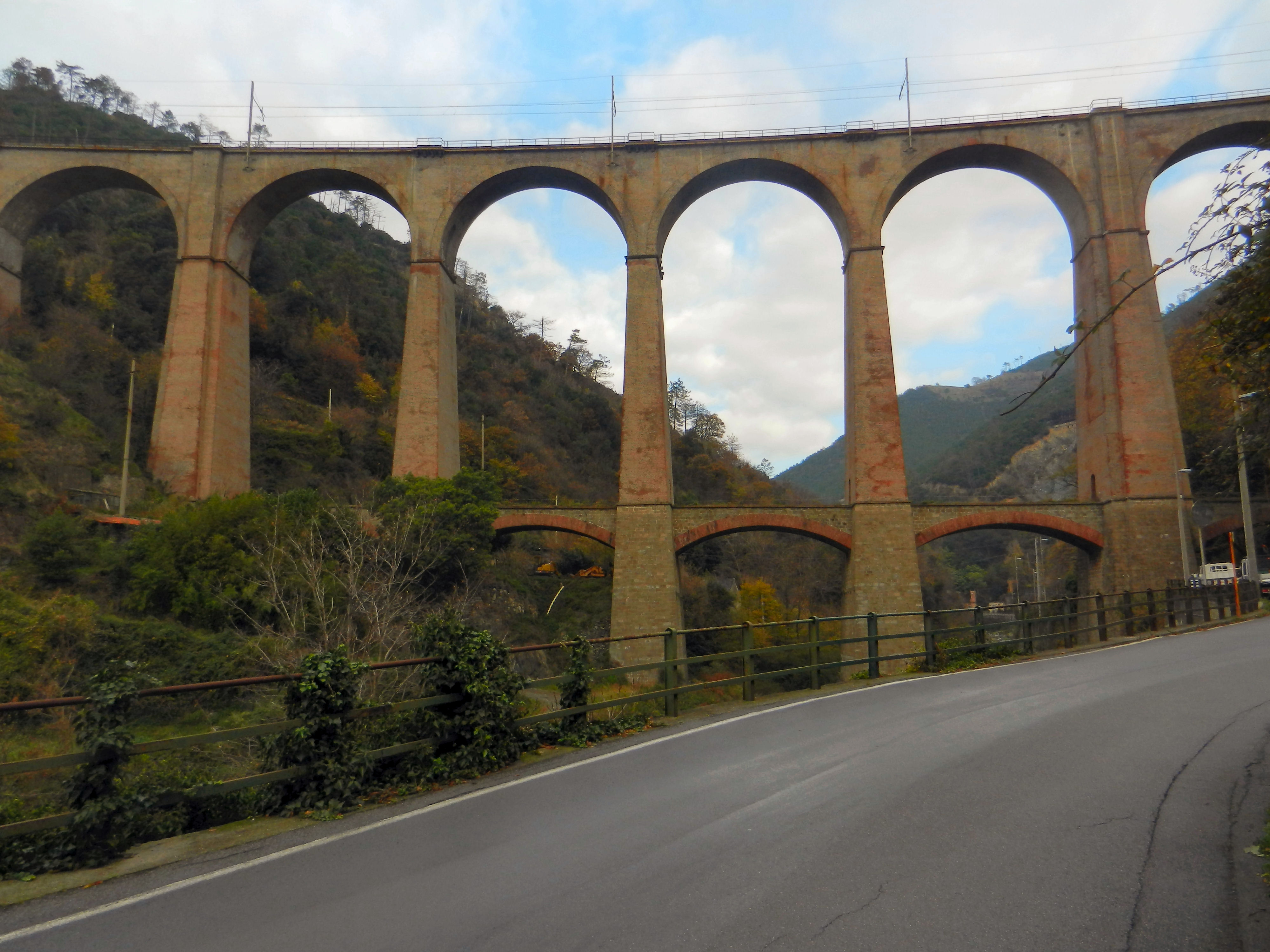
Il viadotto ferroviario della linea Genova - Asti che attraversa la valle a Chiesino

La via Aurelia supera il torrente Varenna in corrispondenza della sua foce, immettendosi nel lungomare di Pegli.

### Autostrade
A meno di un chilometro prima della foce l'alveo del torrente e l'intera valle sono scavalcati dal viadotto dell'Autostrada A10 (Genova - Ventimiglia). Il casello autostradale di Genova-Pegli si trova in prossimità dello stesso viadotto.

### Ferrovie
La val Varenna è attraversata dalla linea ferroviaria Genova - Asti, inaugurata nel 1894, ed è servita dalla stazione di Genova Granara; raggiungibile solo a piedi dalla sottostante via Carpenara e servita solo da quattro treni giornalieri, è oggi poco frequentata.
La stazione di Genova Pegli, sulla linea Genova - Ventimiglia, è situata a circa 3 km da Granara e 9 km da San Carlo di Cese. La ferrovia Genova-Ventimiglia supera il torrente Varenna a circa 200 m dalla foce.